# 速霸陸Legacy
速霸陸Legacy（日语：スバル・レガシィ）為日本富士重工業於1989年起製造、販售的緊湊型轎車或中型車，中國的官方翻譯名稱為斯巴鲁力獅:207。自1989年推出以來即為速霸陸汽車的主力車種之一，搭載了該公司傳統的水平對臥引擎及全時四輪驅動系統，並衍生出速霸陸Baja、速霸陸Outback等車款。
車名「Legacy」在英語中意為遺產、留給後世之物。有趣的是為了跟澳洲專門援助退伍軍人的組織「Legacy Australia」區別，這款車在當地命名為速霸陸Liberty。

## 歷史與概要

### 第一代BC/BF系（1989年-1993年）
1980年代中期富士重工業過度仰賴對美國的出口業務，導致公司體制僵化，出現營運危機；甚至某些平面媒體胡亂臆測該公司將遭到併購或破產。為了破除危機，該公司導入開發主管制度，進行大規模的組織改革活動，其中開發代號「44B」的Legacy便是在這種情況下誕生。
1989年 - 1月21日尚未面世的Legacy RS車型在美國亞利桑那州鳳凰城進行10萬公里耐久行走試驗，以平均速度223.345km/hr創下當時的世界紀錄；此紀錄乃以19日內包含加油、保養維修等達成，並保持了16年之久。1月23日正式公開，2月1日開始對外發售。第一代Legacy採四門轎車和五門旅行車兩種設定並行，搭配排氣量介於1.8L和2.0L的水平對臥四缸引擎，變速箱有四速自動排檔、五速手動排檔等兩種，驅動方式則為前置前驅或全時四輪驅動。四輪獨立懸吊系統方面，前輪為麥花臣支柱式，後輪則為查普曼支柱式（Chapman strut），並附前、後防傾桿。五門旅行車「VZ」車型更配備了EP-S電子氣壓式懸吊系統（（英文）electro-pneumatic suspension之縮寫，（日語）エレクトロ・ニューマチック・サスペンション），可調整車身高度。同年9月最高等級的車型換裝2.0L水平對臥四缸DOHC EJ20G型渦輪增壓引擎。
1990年 - 富士重工業所屬的子公司「速霸陸世界貿易公司（（日語）スバル・ワールド・トレーディング）」自美國引進左駕版Legacy進入日本當地販售，這款車由印第安那州拉斐特的「速霸陸五十鈴汽車廠（今改稱速霸陸印第安納汽車公司〔Subaru of Indiana Automotive, Inc.〕）」製造，搭載2.2L EJ22E型引擎，具有皮椅、天窗、巡航定速等高級行頭。
1991年 - 6月小改款，追加新車型「Brighton」，另外對應自排變速箱的EJ20D型及EJ20E型引擎登場。
1992年 - 8月由速霸陸技術國際（Subaru Tecnica International，縮寫成STI）打造的「Legacy Touring Wagon Sti」限定發售200部，除改採專用ECU與自排控制裝置，並將渦輪增壓器最大壓力從標準的450mmHg改成650mmHg。隔月再發售「GT type S2」特仕車，具備人造皮革座椅、BBS製輪框、重新調校的懸吊系統等配備。11月則推出「Brighton GOLD」特仕車，具有鋁合金輪圈、中控鎖鑰匙等。

#### 五十鈴Aska CX

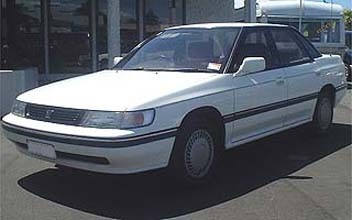
五十鈴Aska CX

此外，繼1988年9月富士重工業替五十鈴汽車代工「五十鈴Geminett II」（實為第三代Leone五門旅行車車型）以來，後者為了節省開發費用，再度委託前者以Legacy四門轎車車型換牌成「五十鈴Aska CX」。動力來源可選1.8L水平對臥四缸SOHC EJ18型引擎或2.0L水平對臥四缸DOHC EJ20D型引擎，其中1.8L車型僅有FF設定，2.0L車型則可選購全時4WD。直到1993年5月，因為雙方合作代工的契約期滿才停產。

#### 其他
- 北海道小樽市的「迴響交通公司」繼Leone後，又向富士重工業訂購了一批2.0L EJ20C型、4WD、加裝LPG裝置的計程車。
- 五門旅行車的設計者為天堂·山元（日语：パラダイス山元），他原先在富士重工業擔任汽車設計師一職，現在則為音樂家，且經過格陵蘭國際聖誕老人協會認證為聖誕老人的日本代表[4]。

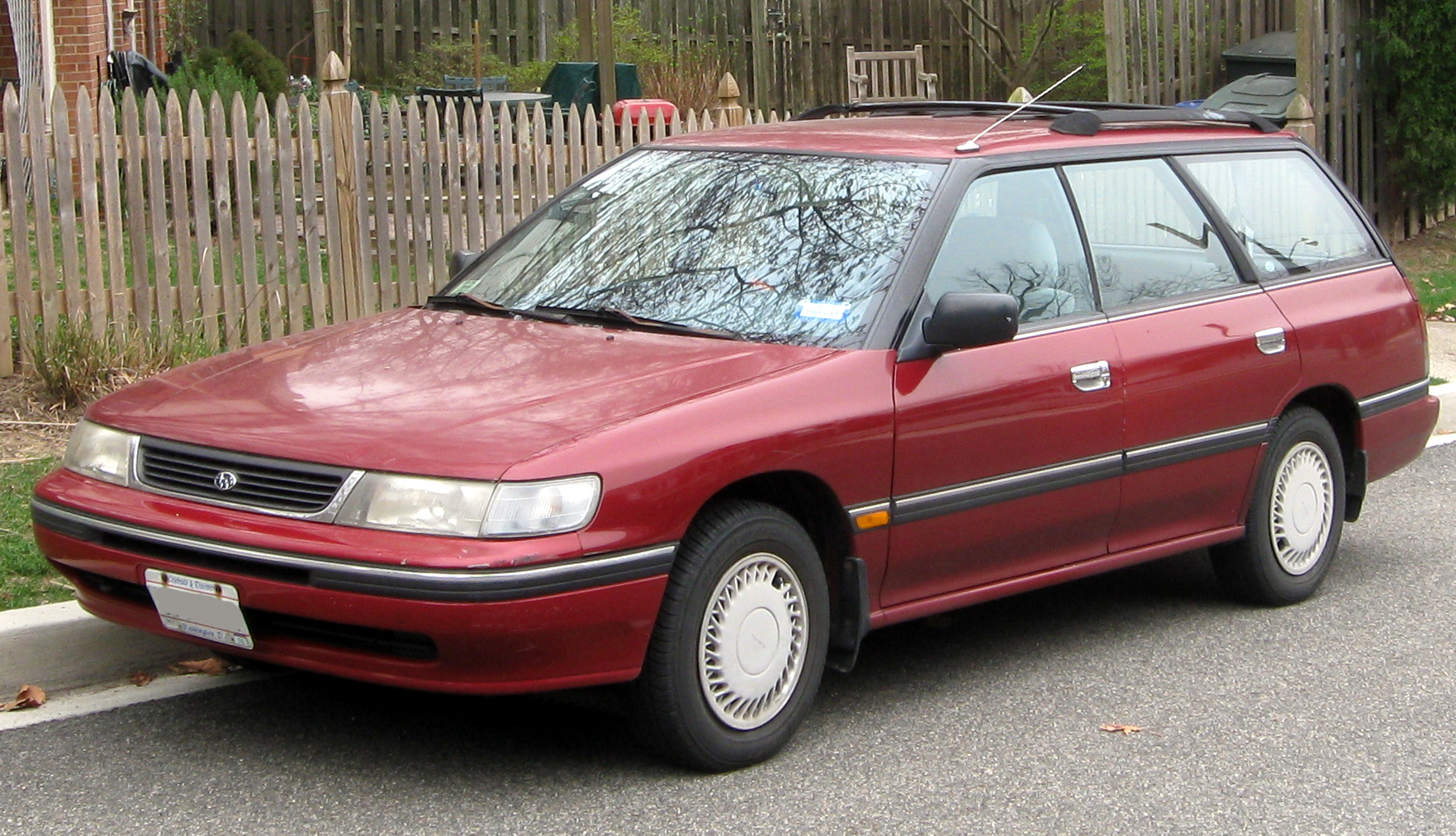
五門旅行車車頭
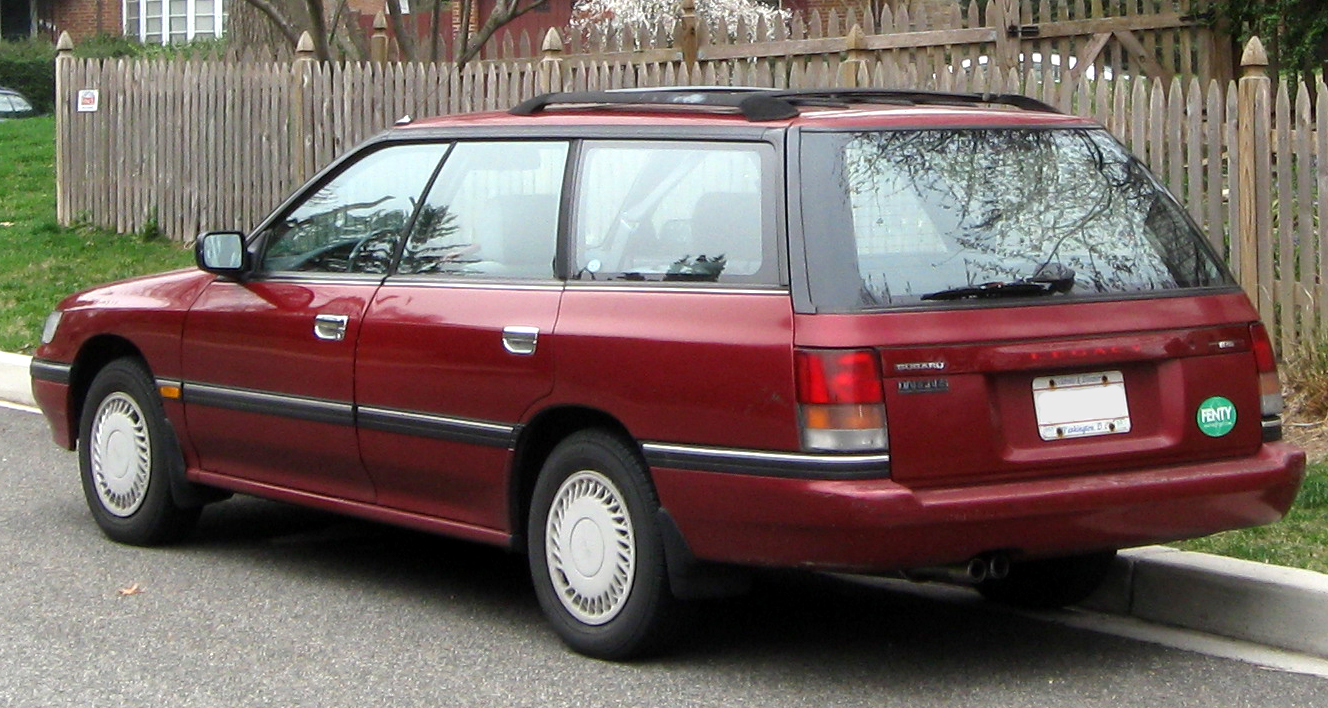
五門旅行車車尾
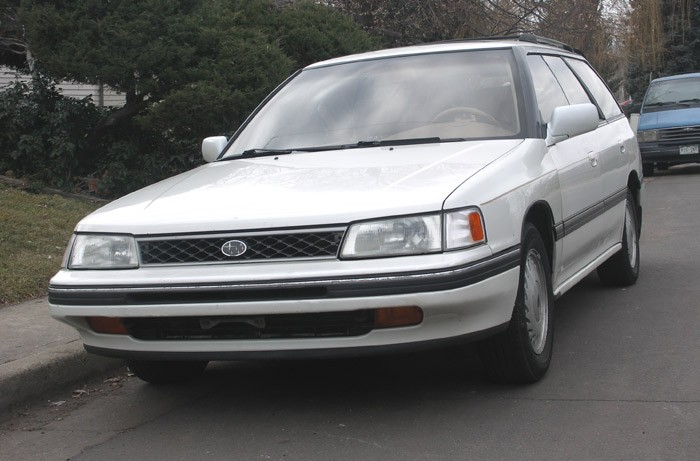
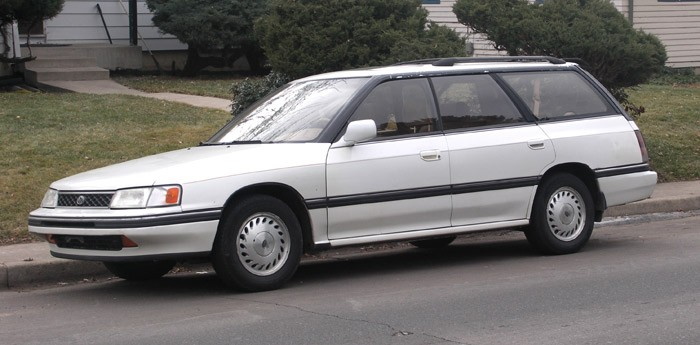

#### 競速賽事
1990年STI獲得英國著名賽車改裝團隊Prodrive的奧援，派出Legacy RS參與世界拉力錦標賽，終於在1993年由賽車手科林·麥克雷於紐西蘭站奪得分站冠軍。

### 第二代BD/BG系（1993年-1998年）
1993年 - 10月7日大改款的第二代Legacy正式發表。未公開前照例在美國猶他州波內維爾鹽原的波內維爾賽道（Bonneville Speedway）測試，創下全世界旅行車最快的249.981km/hr紀錄。內外裝的設計由原梅賽德斯-賓士主設計師奧利佛·寶雷率領由土屋孝夫主管的開發團隊，車身修飾得比上一代更圓潤，並同樣維持四門轎車、五門旅行車並行的車型設定。動力心臟捨去1.8L，維持2.0L和2.2L；變速系統則維持四速自動排檔或五速手動排檔二種。FF驅動新增TCS循跡控制系統，2.0L渦輪增壓、自排車型採VTD可變式扭力分配系統（（英文）Variable Torque Distribution之縮寫）的4WD，其餘自排車型則使用ACT-4電子式前後扭力分配系統（（英文）Electro Active Torque-Split）。另外，五門旅行車「Brighton」、「Brighton 220」等車型配置了EP-S電子氣壓式懸吊系統。
1994年 - 6月原本取消的1.8L水平對臥四缸SOHC EJ18型引擎重出江湖，10月推出搭載EJ25型引擎的「250T」車型。
1997年 - 7月運輸省會同滋賀縣警局進入富士重工業總部及工廠搜查，由於陸續發生駕駛人使用Legacy的巡航定速裝置時踩下煞車卻無法解除、引擎轉速居高不下而發生意外，運輸省將該公司依違反道路運送車輛法送交東京地方裁判所；翌年4月20日東京地裁因富士重工業故意隱瞞召回事實，判決罰鍰140萬日圓。受到這次事件波及，該公司共召回11個車種、147萬餘輛車回廠檢修。1997年9月則再度實施小改款。

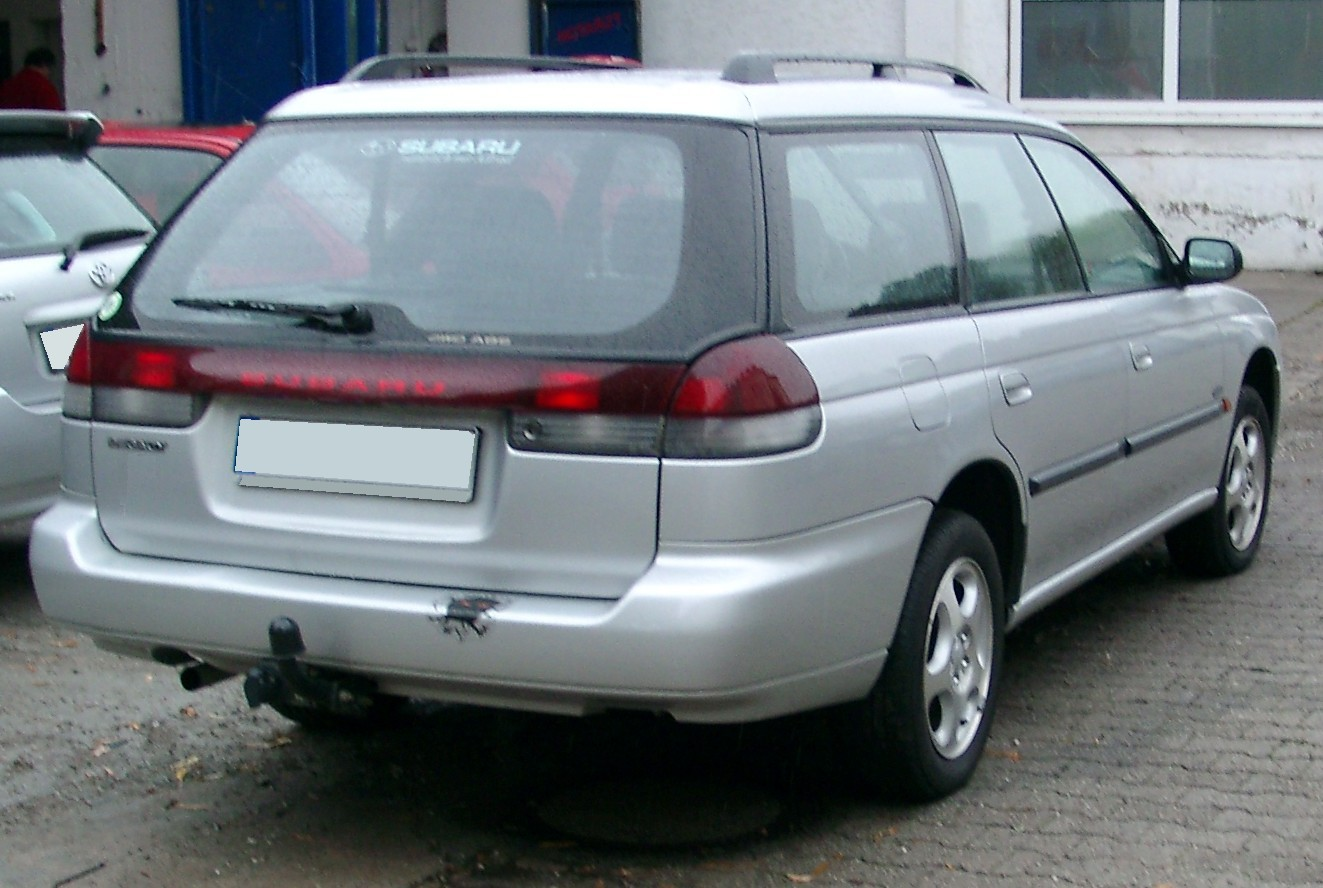
五門旅行車車尾
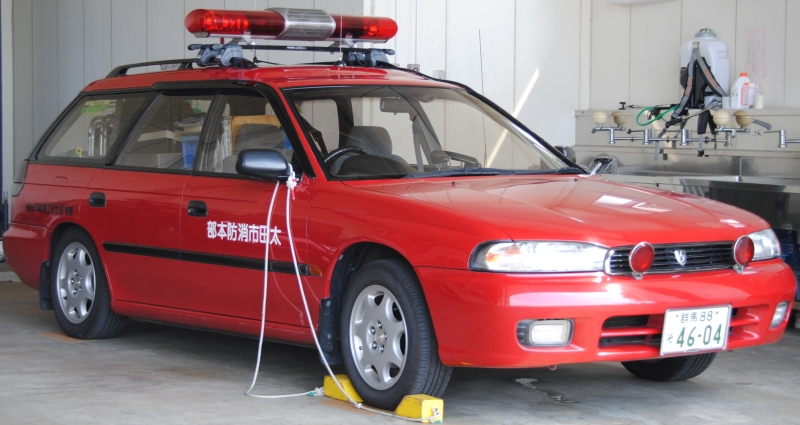
警車
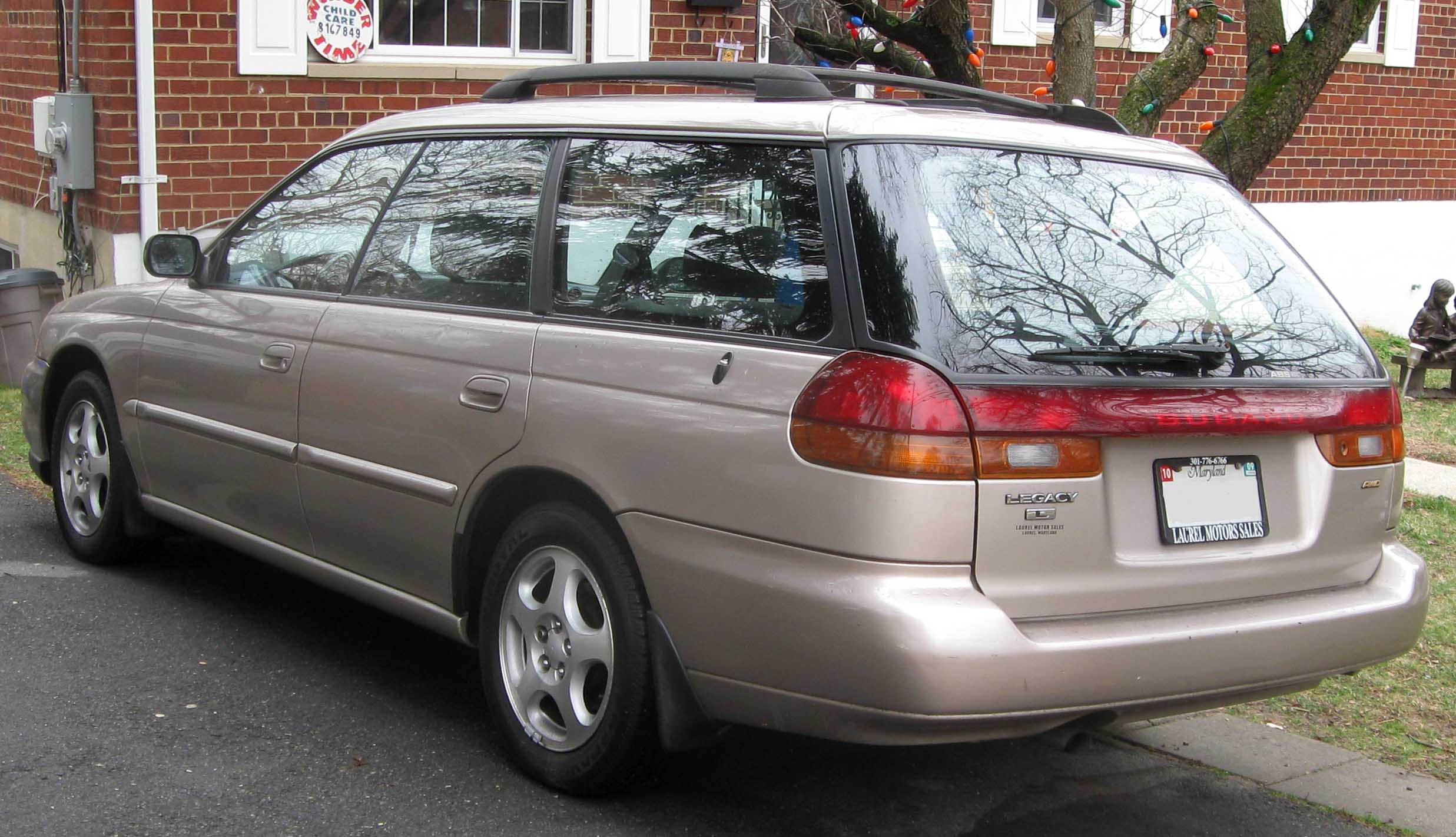
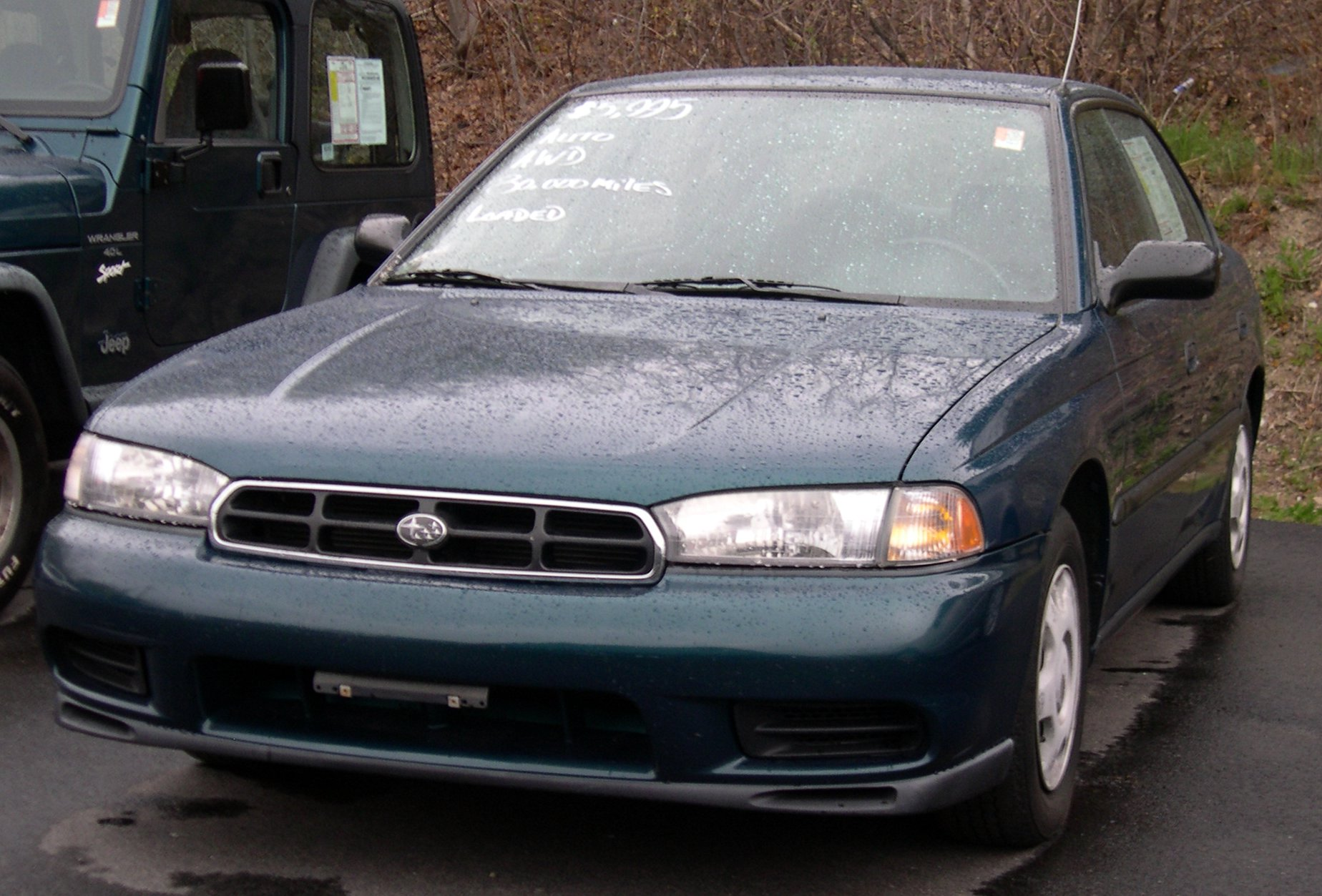
四門轎車車頭
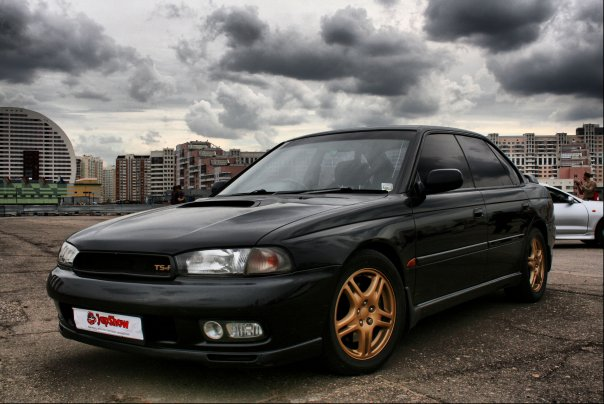

#### 速霸陸Outback
主條目：速霸陸Outback

1995年8月富士重工業以第二代Legacy為基礎，墊高底盤的高度，運用雙色搭配、輪拱及車身下緣的黑色塑料等外型修改，並加上車頂架，成為具有休閒越野元素的車款。外銷美國、澳洲等地的車名為速霸陸Outback，日本本地市場則稱作速霸陸Legacy Grand Wagon。不過1997年9月日規版又改名成速霸陸Legacy Lancaster，雖然車尾仍貼著「Grand Wagon」的銘牌。1998年亦曾在美國新英格蘭地區發售速霸陸Legacy SUS的限量特仕車，搭載自然進氣的2.5L EJ25D型引擎。

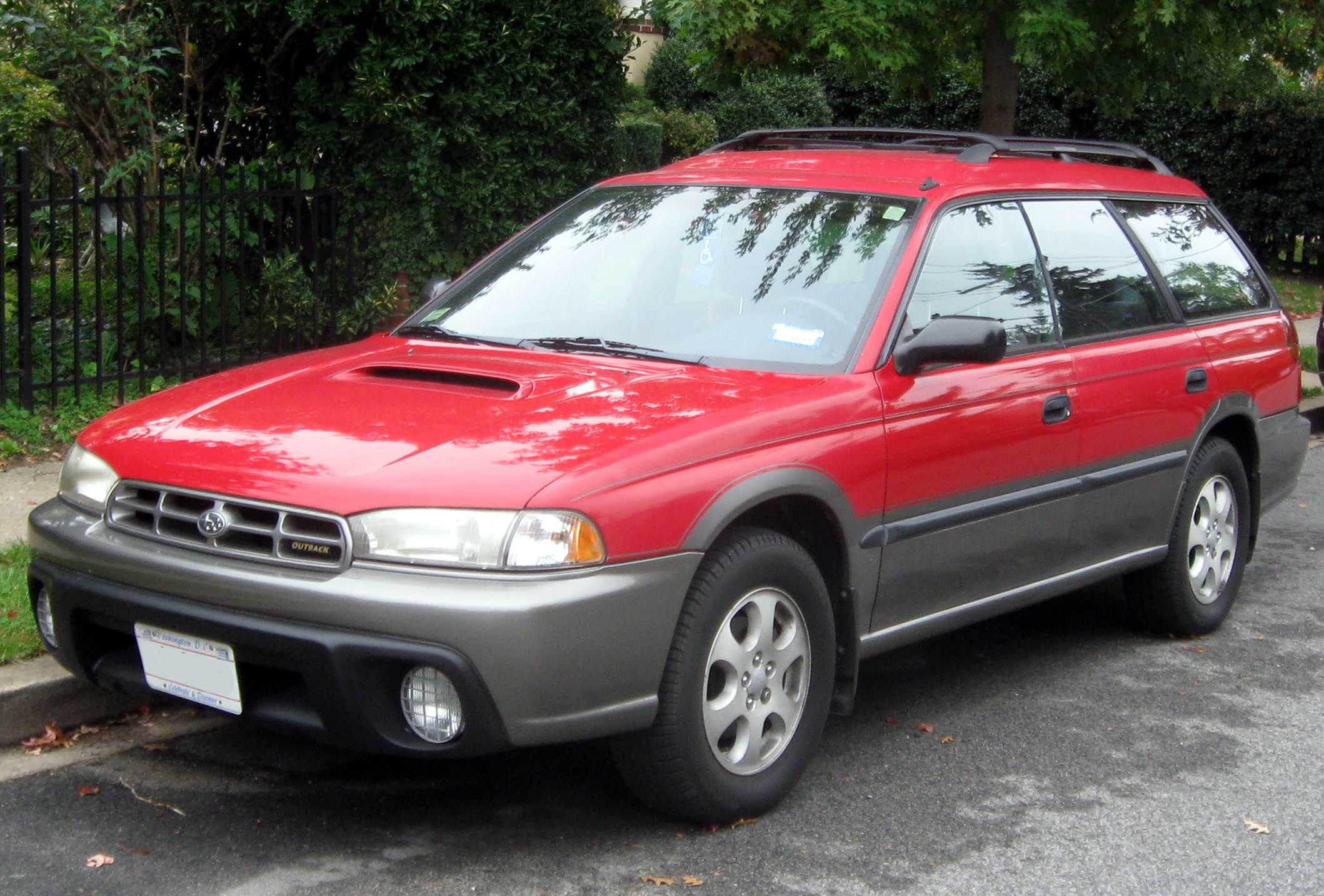
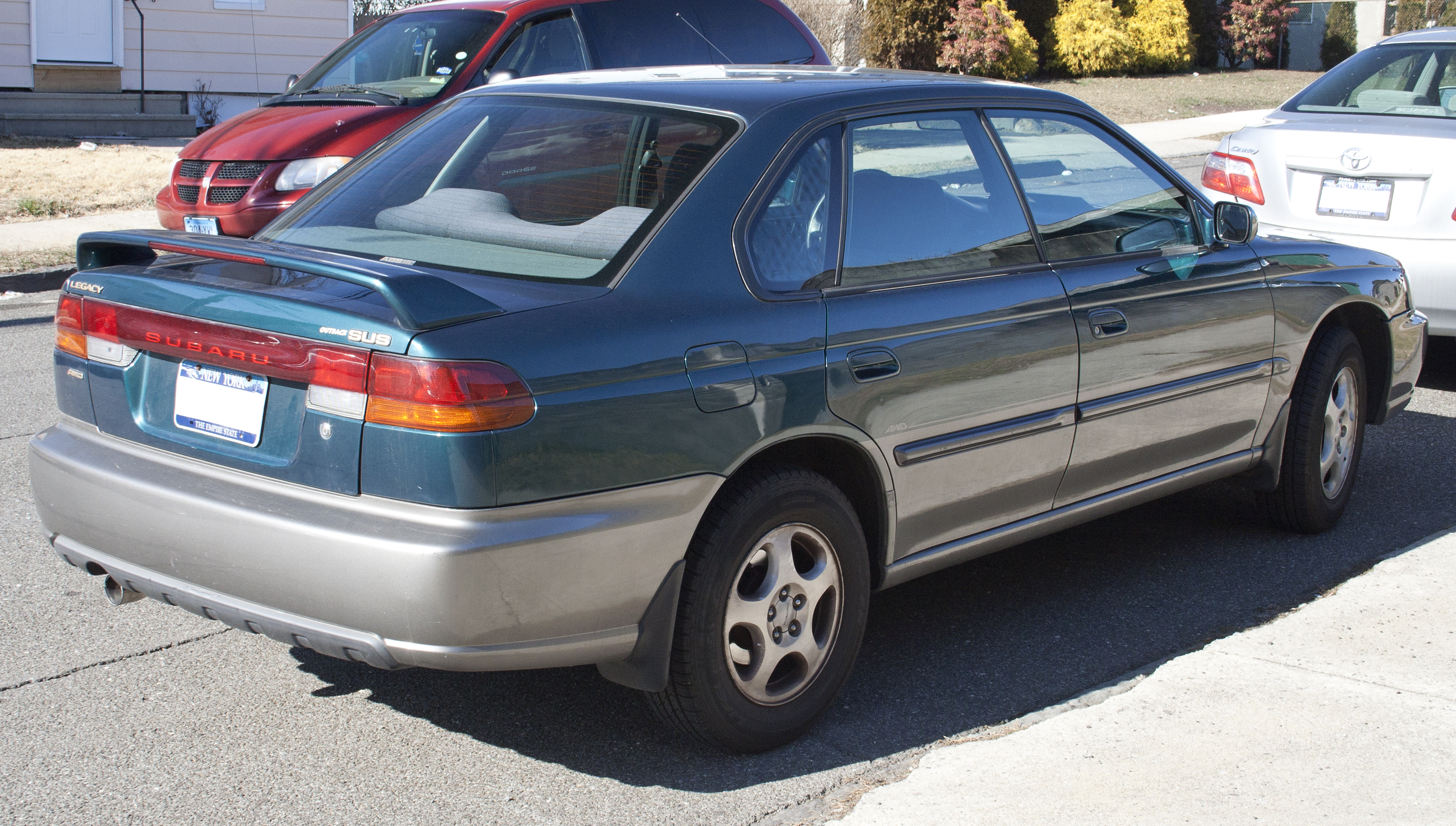
美規Legacy SUS五門旅行車車尾
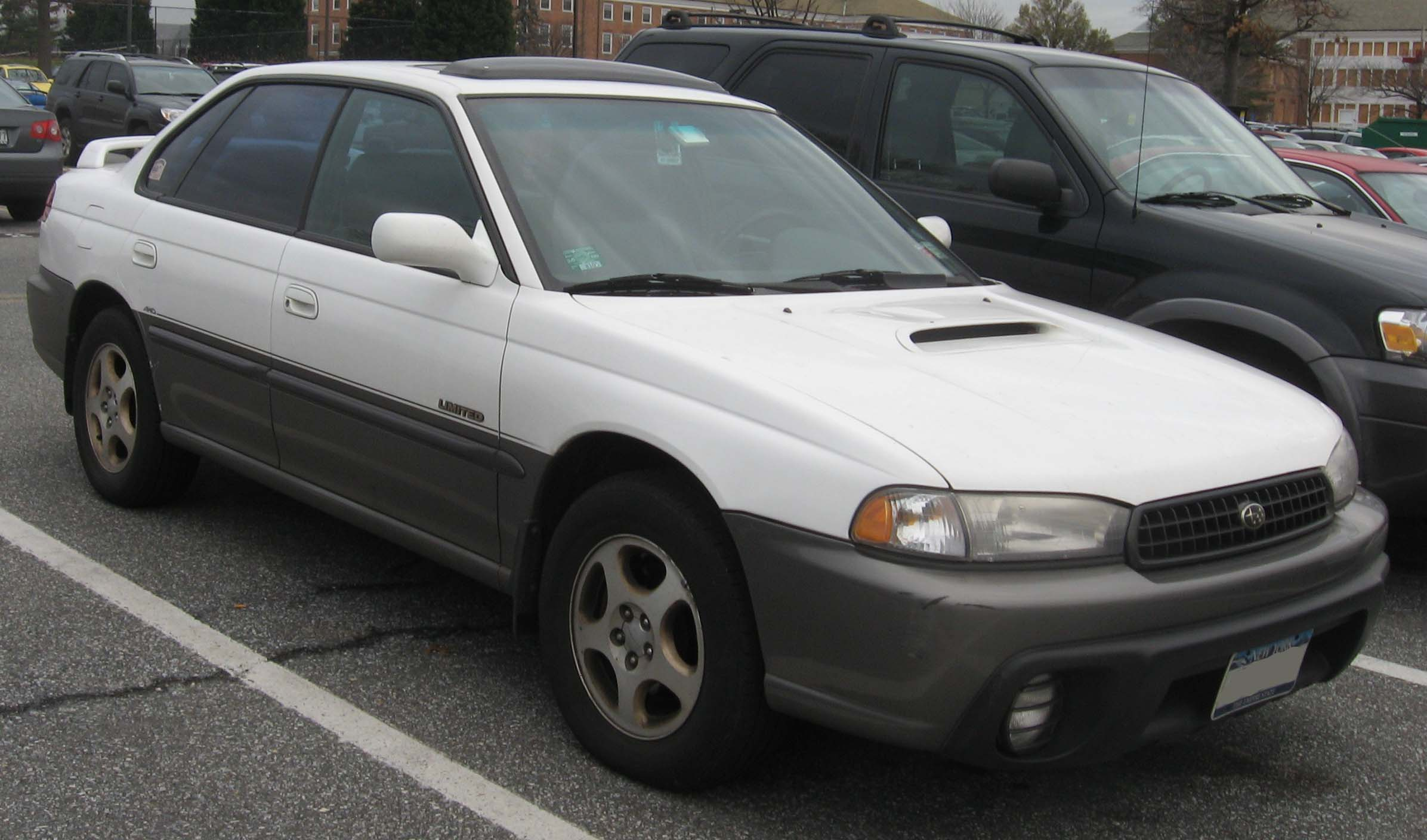
美規Legacy SUS四門轎車車頭
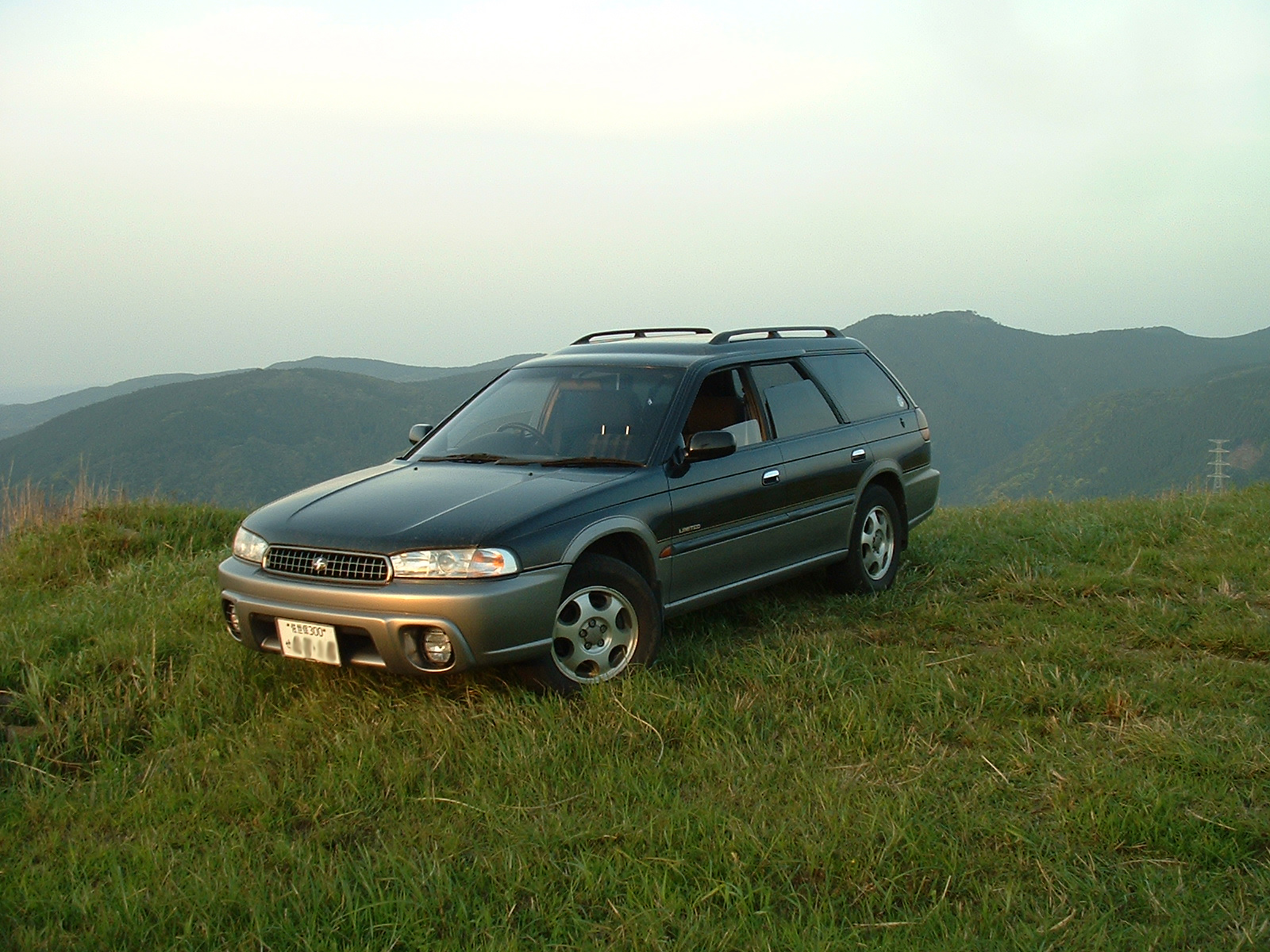
日規Legacy Lancaster

### 第三代BE/BH系（1998年-2003年）
1998年 - 依循前兩代的傳統，尚未上市的第三代Legacy在美國科羅拉多州做道路測試。4月23日於普韋布洛東南方近郊的拉夯達（La Junta）以時速270.532km/hr創下世界最快旅行車的紀錄。6月17日發表大改款的第三代Legacy，分成五門旅行車及搭載3.0L EZ30D型引擎的「Lancaster」兩種車型，而且取消FF車型，一律改為4WD；後懸吊系統也從麥花臣支柱式懸吊改為多連桿式懸吊。車身外觀修改得較為渾圓厚實，高端車型還配備了HID頭燈。動力心臟方面，捨棄了1.8L EJ18型引擎，改為2.0L及2.5L兩種引擎。
同年11月2日新增運動化特仕車「TS typeR Limited」及「Brighton-S」二種。前者包含16吋鋁合金輪圈、車頂行李架、MOMO方向盤、雙前座安全氣囊、運動化內裝、附CD播放機的音響系統等；後者則含附CD播放機的音響系統、15吋鋁合金輪圈、MOMO方向盤、木紋內裝等配備。12月21日開始發售四門轎車車型「B4」。
1999年 - 9月24日追加「Lancaster ADA」新車型，所謂「ADA」為「主動駕駛輔助系統（Active Driving Assist）」之縮寫，擋風玻璃內側上方裝置了兩具CCD攝影鏡頭，配合VDC車輛動態控制系統（Vehicle Dynamics Control System），可針對車間距離、彎路、行駛路線偏移等狀況提供警報給駕駛者。當設定巡航定速時，如果與前車距離過近，系統還會自動減速。此外，此車型尚有HID頭燈、SRS雙安全氣囊、四輪ABS防鎖死煞車系統、恆溫空調等配備。同年11月24日發售四門轎車的特別仕樣「RS type B」，裝備了倍適登（Bilstein）避震器、HID頭燈、CD/MD音響系統等配備；12月22日則發售另一特仕車「BLITZEN」，這款特仕車乃由速霸陸技術國際和保時捷設計公司（Porsche Design Group）共同開發，具備專屬前後保險桿、進氣壩、尾翼、17吋鋁合金鋼圈、前輪限滑差速器（限手排車）、鋁合金引擎蓋、Kenwood音響系統、深色車窗玻璃等，另可選購BLITZEN專屬內裝及座椅皮革等。
2000年 - 5月24日小改款，追加新車型「Lancaster 6」，搭載最新開發的3.0L水平對臥六缸DOHC EZ30D型引擎，最大馬力220ps / 6,000rpm，扭力峰值為29.5kg·m / 4,400rpm。同年10月3日發售五門旅行車的特仕車型「TX-G」，含有專屬GPS衛星導航系統、附防花粉的恆溫空調、側裙、15吋鋁合金輪圈、四輪ABS防鎖死煞車系統、SRS雙安全氣囊等配備。
2001年 - 1月11日推出「BLITZEN 2001 model」特仕車，包含專屬全車空力套件、17吋鋁合金鋼圈、前輪限滑差速器（限手排車）、SONY音響系統、深色車窗玻璃，亦可加價選購BLITZEN專屬內裝及座椅皮革等。
2002年 - 1月21日3.0L EZ30型引擎的等級增加「GT30」（五門旅行車）和「RS30」（四門轎車）二種車型，2月8日再推出「BLITZEN 2002 model」特仕車。同年8月21日推出由STI操刀的「BLITZEN6」特仕車外，還有一款名為「B-SPORT」的特仕車；11月12日推出限量400部的「S401 STi Version」，強調每部車均經由STI認證。2.0L水平對臥四缸DOHC EJ208型序列式雙渦輪增壓引擎透過加大中冷器、配置進氣頭段及專用ECU等手段，最大馬力達到293ps / 6,400rpm、最大扭力35.0kg·m / 4,400 ~ 5,600rpm。倍耐力更為此款車新開發「P ZERO NERO」花紋，搭配BBS製18吋鍛造鋼圈。外觀方面除了專屬空力套件外，也有其專屬車色塗裝。
2003年 - 1月24日再發售「BLITZEN 2003 model」特仕車。5月日本市場正式停產，但外銷北美洲的車輛直到翌年夏季才停產；總計此代四門、五門二車型在日本本地共售出434,624輛。

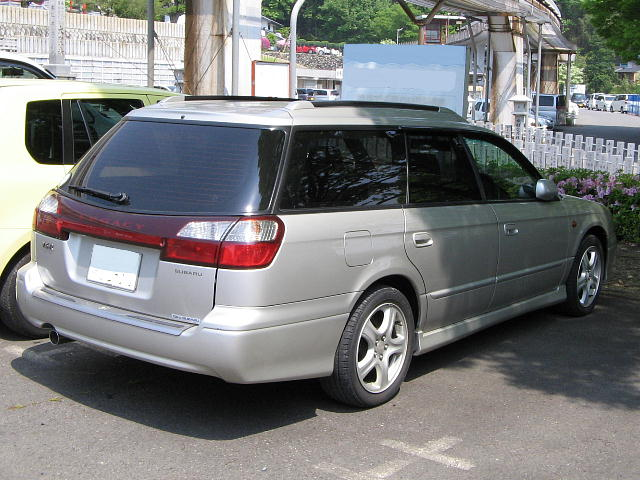
五門旅行車車尾
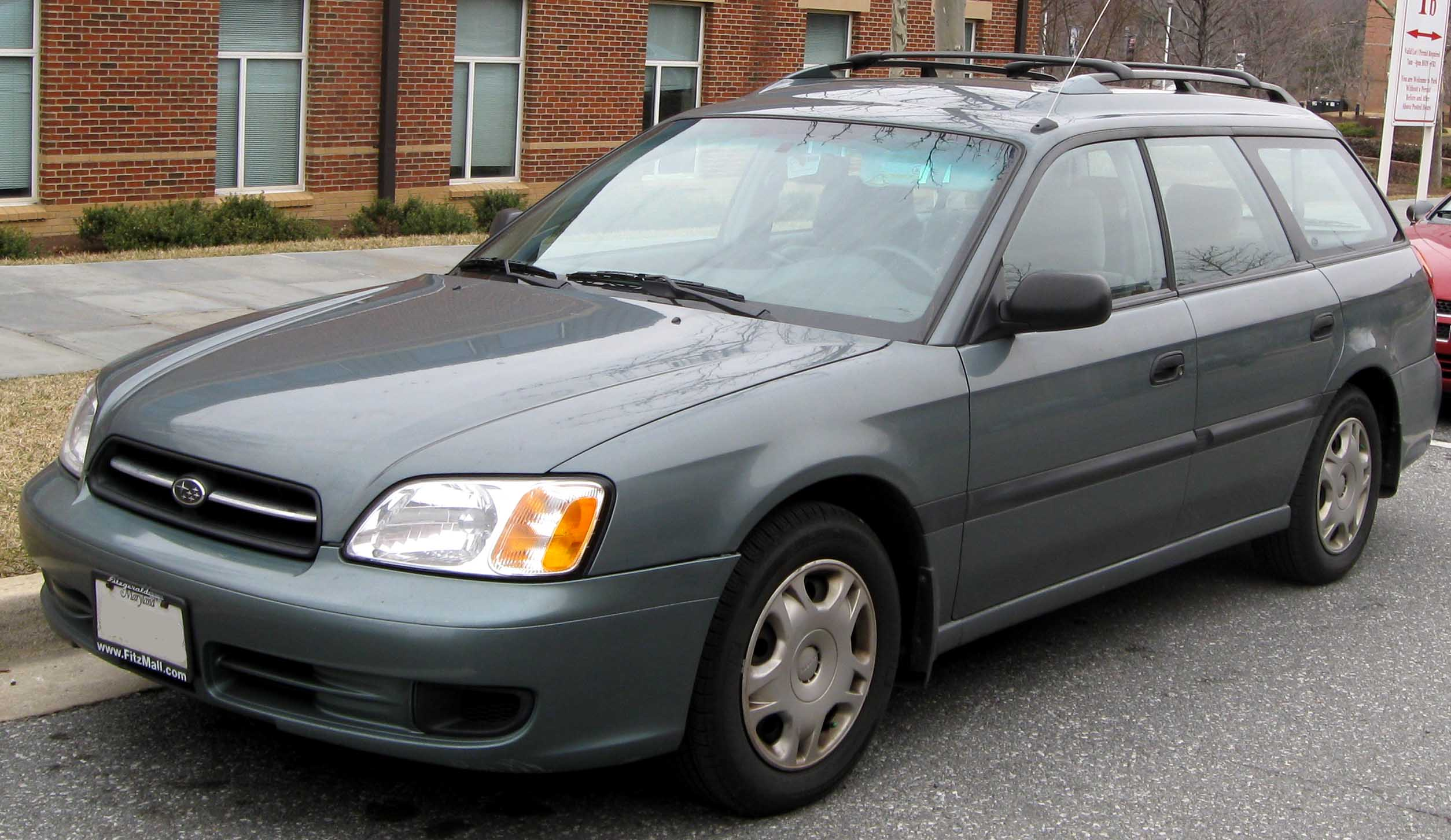
五門旅行車車頭
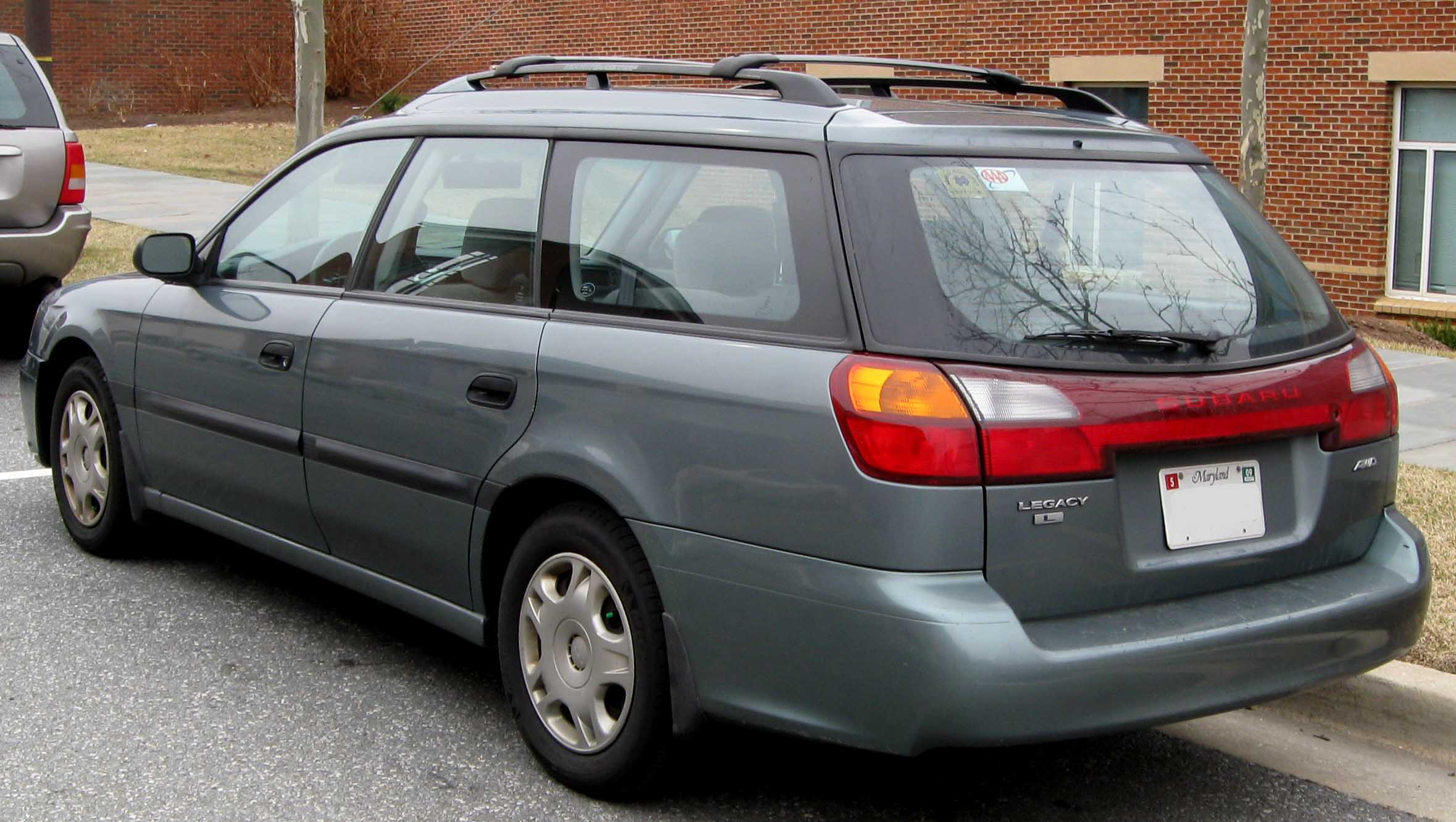
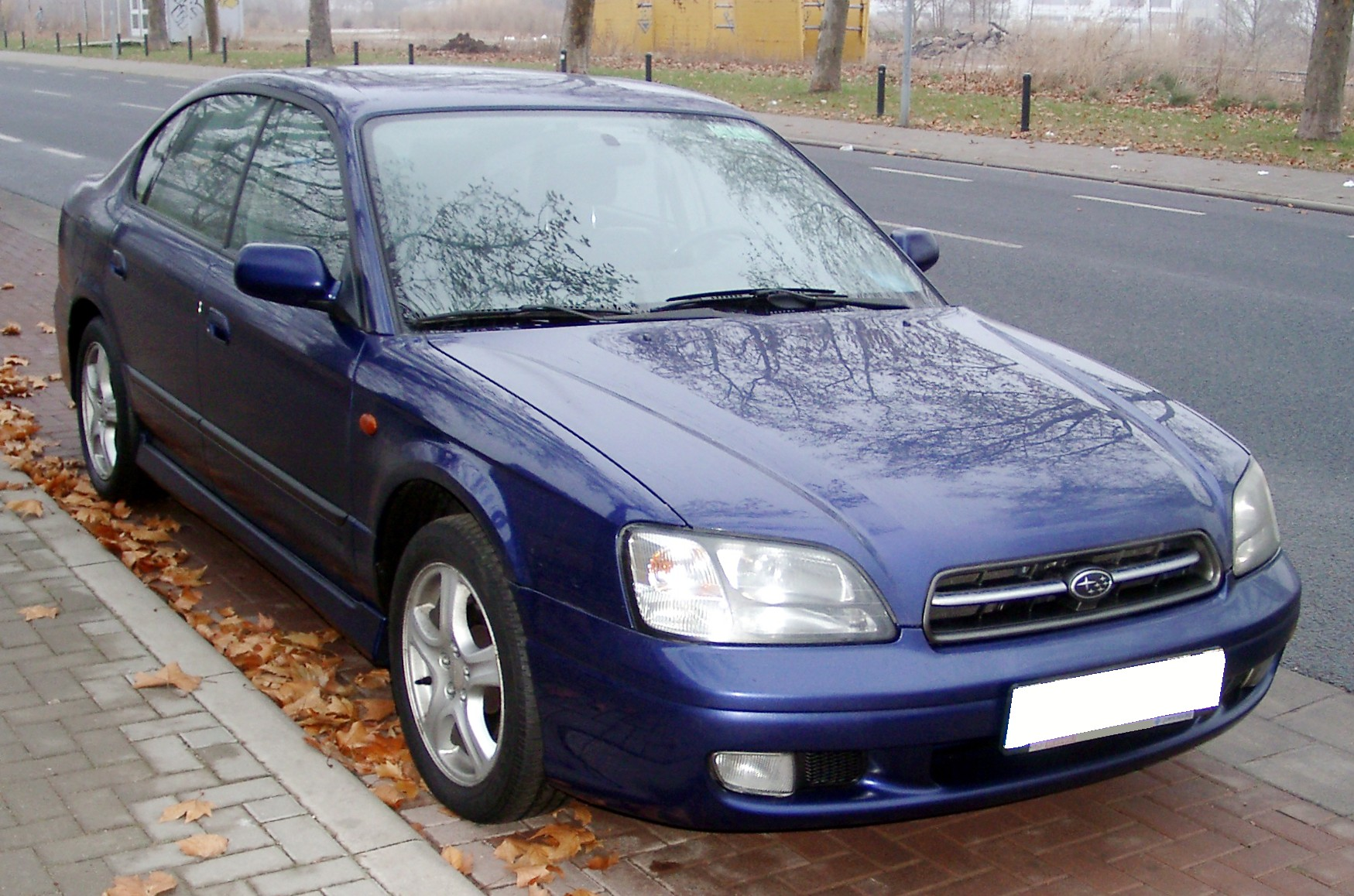
四門轎車車頭
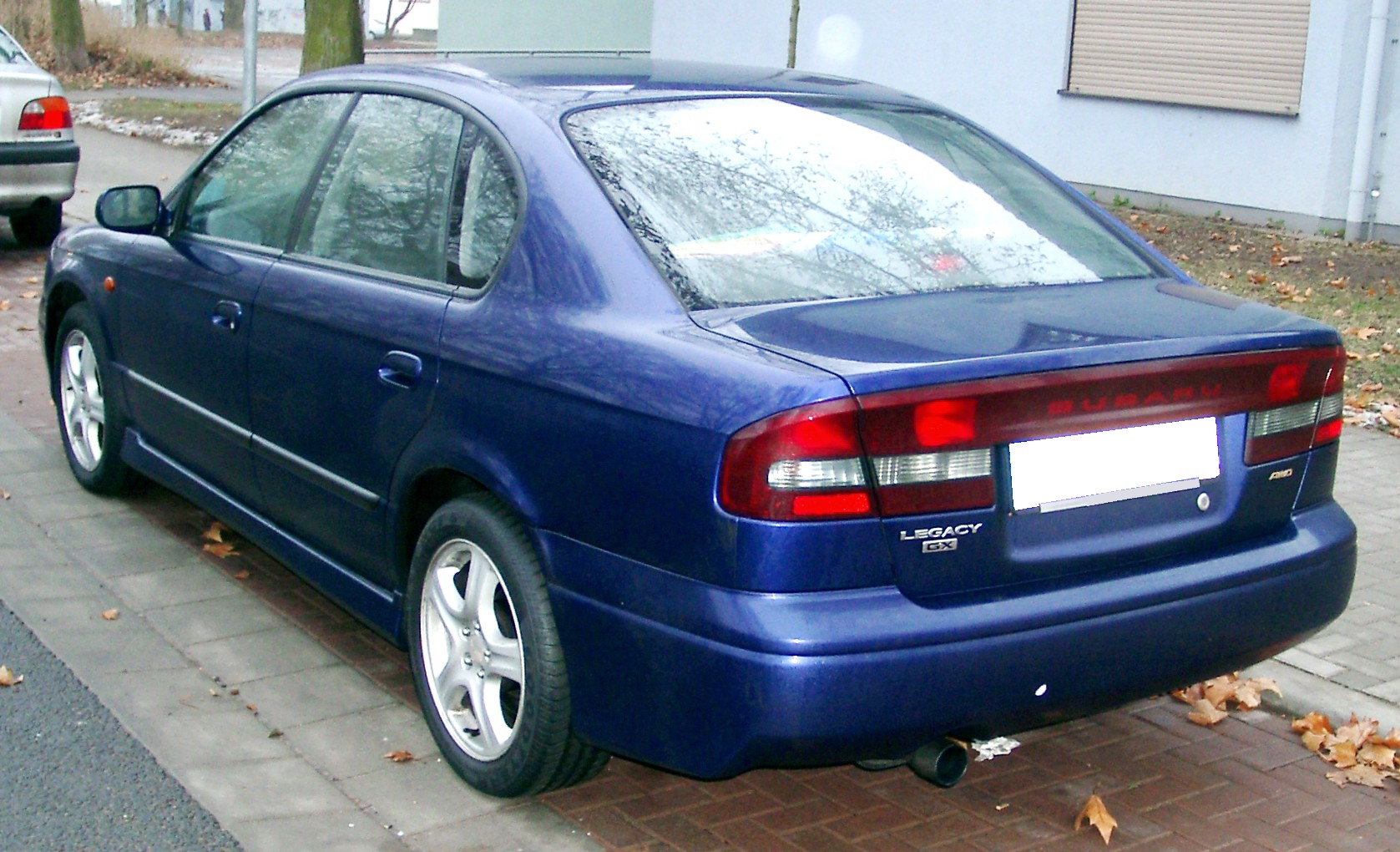
四門轎車車尾
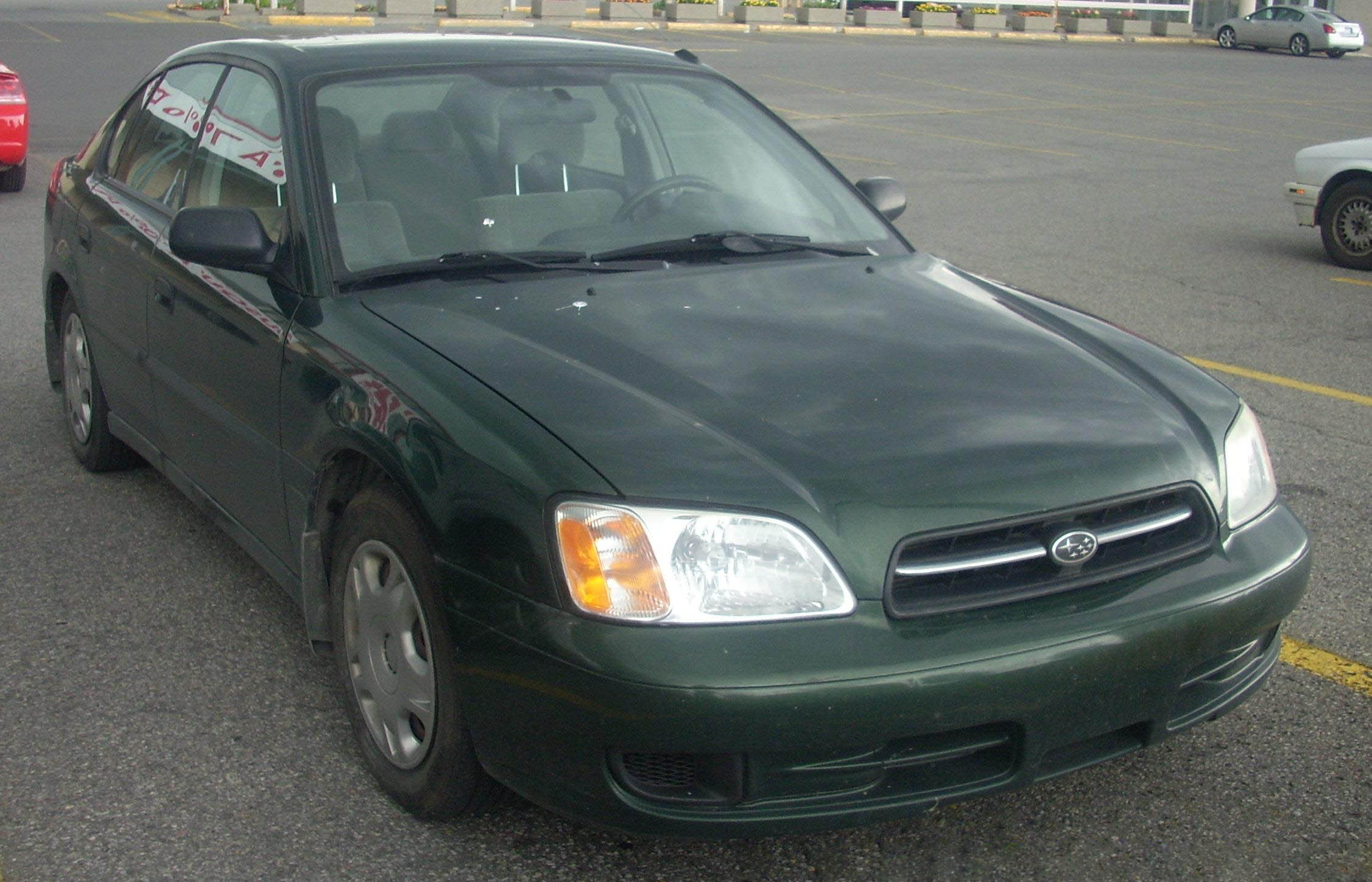

### 第四代BL/BP系（2003年-2009年）
2003年 - 大改款的第四代Legacy正式上市。在開發主管清水一良與希臘裔設計主管安德烈斯·札琶提納斯（Andreas Zapatinas）的主導下，車身的摺線甚至C柱的傾斜度都有歐洲車的味道，與前代Legacy最明顯的差異在於淚滴式設計的頭燈組。車架搭配使用鋁合金材料及高張力鋼材，除了強化車身剛性，也比前代減輕了近100公斤的重量。在內裝方面，由紅藍白三色構成的四環式鍍鉻外圈車用儀表、恆溫空調、鋸齒狀排檔座、內嵌式音響主機、三輻式方向盤、電動調整駕駛座、木紋或類金屬飾板、真皮座椅等皆為標準配備。
第二、三代Legacy為了確保低、中轉速的扭力，採取含有兩顆大小不同的序列式雙渦輪增壓系統，但最大的缺點是動力輸出常有銜接不上的狀況。為了徹底解決這個問題，原廠決定改成使用雙渦流技術的單渦輪增壓EJ20X/EJ20Y型引擎，且配合電子節氣門控制，使得馬力更為提升。另外，此代Legacy亦使用和Impreza相同的等長等爆排氣歧管，預防「排氣干涉」的問題，提升燃燒效率。
5月23日先販售五門旅行車型；6月23日再推出四門轎車型B4；9月9日導入3.0L水平對臥六缸DOHC EZ30D型引擎，搭配由英國著名賽車改裝團隊Prodrive授權製造的Sportshift E-5AT五速手自排變速系統；10月22日自Legacy衍生的第三代Outback上市；11月13日獲得第24屆日本年度風雲車。
2004年 - 10月19日四、五門車各追加「3.0R Spec B」車型，原本僅有六速手排，現增加五速自排變速箱。此外3.0L級距尚有倍適登（Bilstein）避震器、專屬水箱罩和尾翼、18吋輪圈等配備。
2005年 - 9月30日「3.0R」、「2.0GT」、「2.0R」等車型推出「MAGNIFICA」特仕車，含有特製皮革前座座椅、瑞士SPORTEC製鋁合金輪框、McIntosh音響系統等配備。此外，為了慶祝Legacy在全球銷售累計超過300萬輛，原廠特地邀請美國知名演員布魯斯·威利斯擔任產品代言人。
2006年 - 5月24日實施小改款，頭燈及尾燈皆重新設計。由於引擎汽缸改用最新開發的電解式線上削銳研磨（Electrolytic In-process Dressing，縮寫成ELID），不但使每個汽缸的加工時間減半，也提升壁面細緻度與加工精度，有助於提升燃燒效率。「2.0GT」及「3.0R」二種車型導入甫於第106屆紐約國際車展發表的「SI-DRIVE」駕駛輔助系統，可針對不同的駕駛狀況調整電子節氣門及燃油供應。另一方面，銷往德國的「2.0R」和「2.5i」兩種車型搭載「氣電混合動力（Ecomatic Autogas Hybrid）」，這是將LPG引擎與電動馬達結合的混合動力車。
8月8日推出由STI操刀的特別仕樣車「tuned by STI」，限量600輛。除了前述的SI-DRIVE，尚有倍適登（Bilstein）懸吊系統、前後下支臂、18吋輪圈、Brembo煞車卡鉗、全車空力套件及排氣尾管；內裝方面含有麂皮及不織布組成的賽車桶椅、TI飾徽的儀表、黑色調的天花板等配備。
2007年 - 4月由富士重工業在臺灣成立的臺灣速霸陸股份有限公司（Subaru of Taiwan Co., Ltd.，縮寫成SOT）引進2.0L五門旅行車及衍生車款3.0L速霸陸Outback至該市場販售。同年8月7日日本市場再度推出「tuned by STI」特仕車，限量600部在40天內銷售一空。其中75%購買五門旅行車型、25%購買四門轎車B4車型；60%顧客選擇自排車；平均年齡以35.8歲居多，最受歡迎的車色則是鐵灰色。11月14日推出「2.5i Urban selection」特仕車，搭載2.5L水平對臥四缸SOHC EJ253型引擎。
2008年 - 3月所舉行的日內瓦汽車展上，富士重工業發表全世界第一具針對乘用車設計的2.0L水平對臥四缸柴油引擎「EE20型」，旋即投入歐洲市場販售。在渦輪增壓器和五速手排變速箱的加持下，可輸出最大馬力147ps / 3,600rpm，最大扭力35.7kgf·m / 1,800-2,400rpm。5月8日2.0L和3.0L車型追加了「EyeSight」行車安全輔助系統，2.5L車型則追加「SI-DRIVE」駕駛輔助系統。同時為了慶祝富士重工業成立50周年，販售「2.0i Advatage Line」特仕車。5月14日由STI打造的「S402」特仕車問世，2.5L EJ255型引擎經過重新調校，配合等長排氣管路、雙渦流渦輪增壓、改良引擎本體等方式，最大馬力來到285ps / 5,600rpm，最大扭力則是40.0kgf·m / 2,000～4,800rpm。底盤懸吊與制動系統方面，使用倍適登減震筒、Brembo對向前六活塞及後雙活塞煞車卡鉗、VDC車輛動態穩定控制系統、BBS製18吋鍛造鋁合金輪圈、235/40R18跑車胎等配備。而車身和內裝部分，葉子板向左右延伸了20mm，重新設計的前後保桿、碳纖維前保桿下擾流翼、金屬塗裝車門後視鏡座、車尾專屬銘牌、黑色皮革麂皮桶型和碳纖維座椅（駕駛座電動八向可調）、STI專用260km/hr刻度的儀表、MOMO真皮方向盤、真皮門飾板、S402銘牌排檔桿頭、六速手排變速箱、STI字樣引擎啟動鈕、六具SRS安全氣囊及氣簾等配備。同年10月，再推出特別仕樣車「Smart Selection」和「Premium Leather Limited」二種。

#### 安全性召回
2012年7月27日中國斯巴魯宣布召回2008年6月4日至10月18日製造的第四代Legacy，由於引擎水泵的軸承裝配空間過小，可能導致軸承鎖死，水泵無法正常運作。軸承鎖死後引擎故障燈將亮起、正時皮帶損壞，若繼續行駛則可能讓引擎熄火無法重新啟動。

#### 得獎記錄
第四代Legacy曾獲得2003年第24屆日本年度風雲車的獎項。

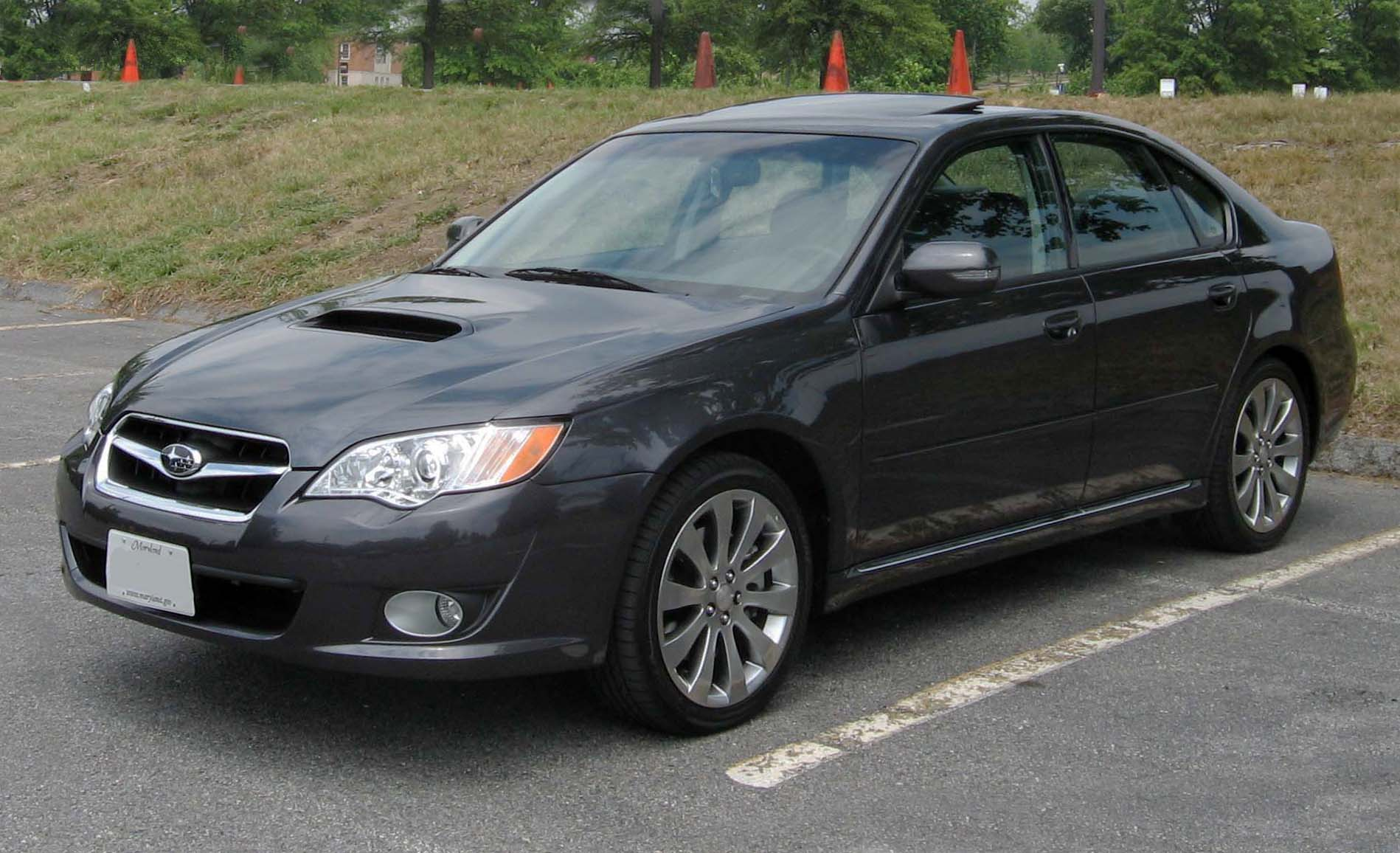
四門轎車車頭
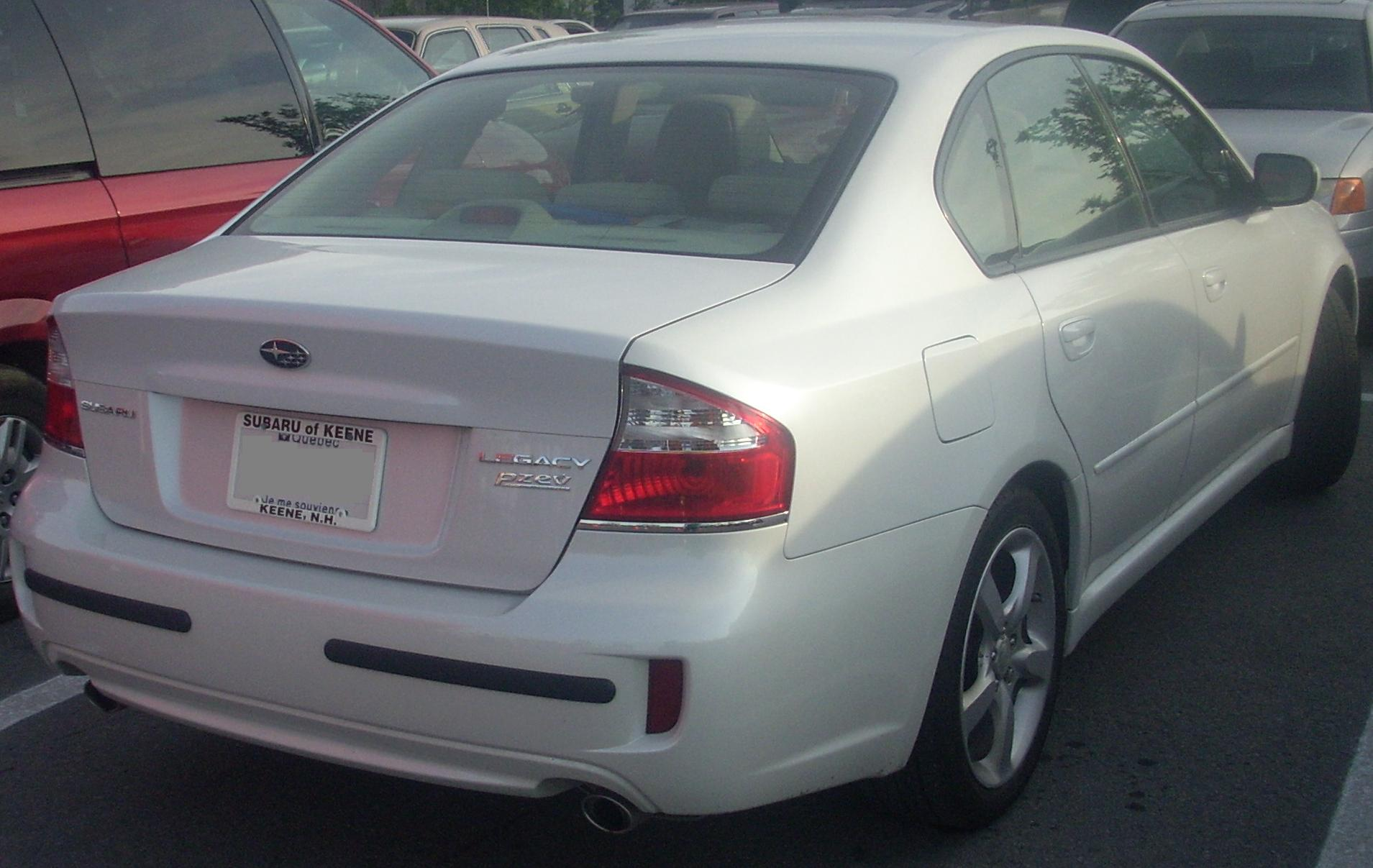
四門轎車車尾
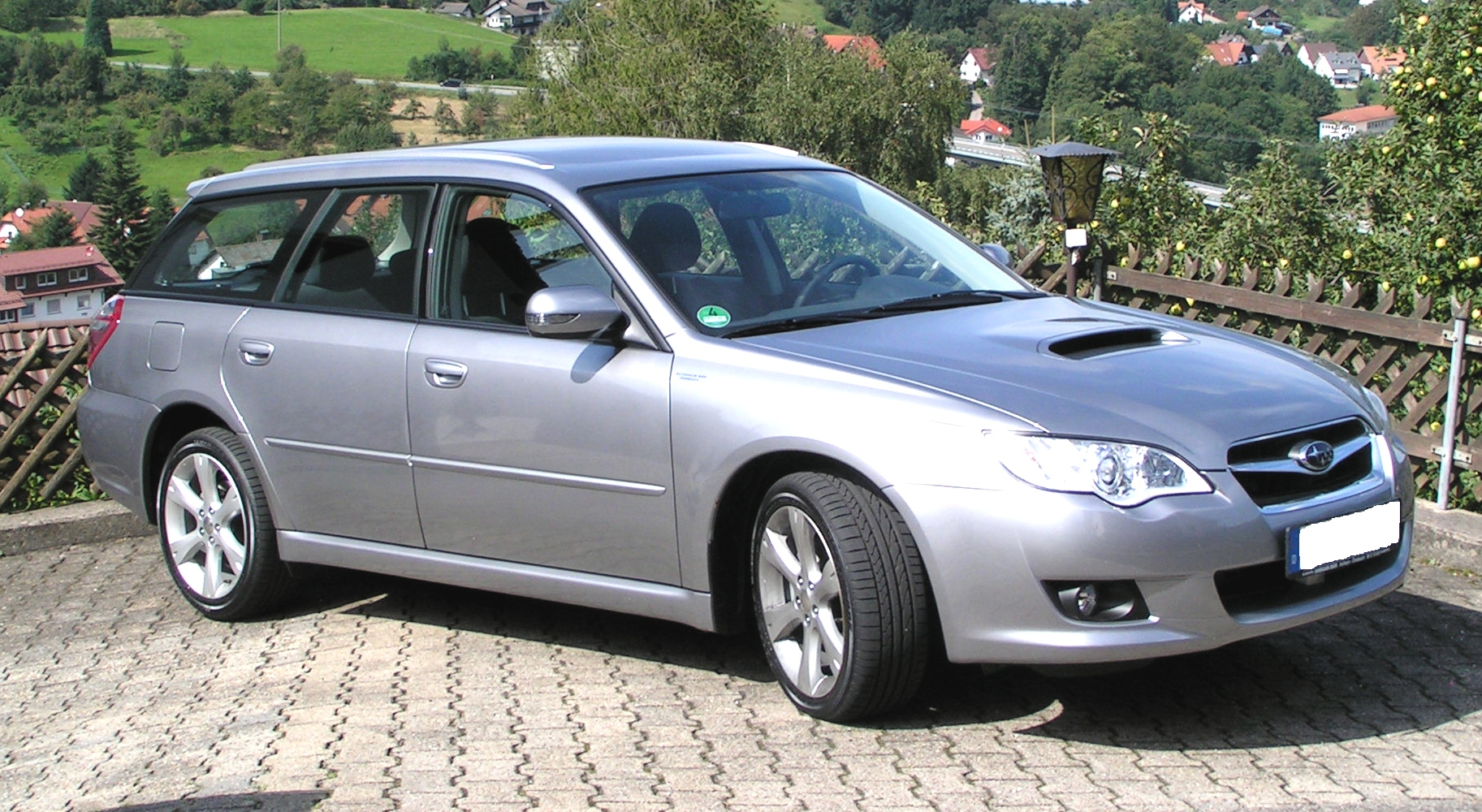
柴油引擎車型
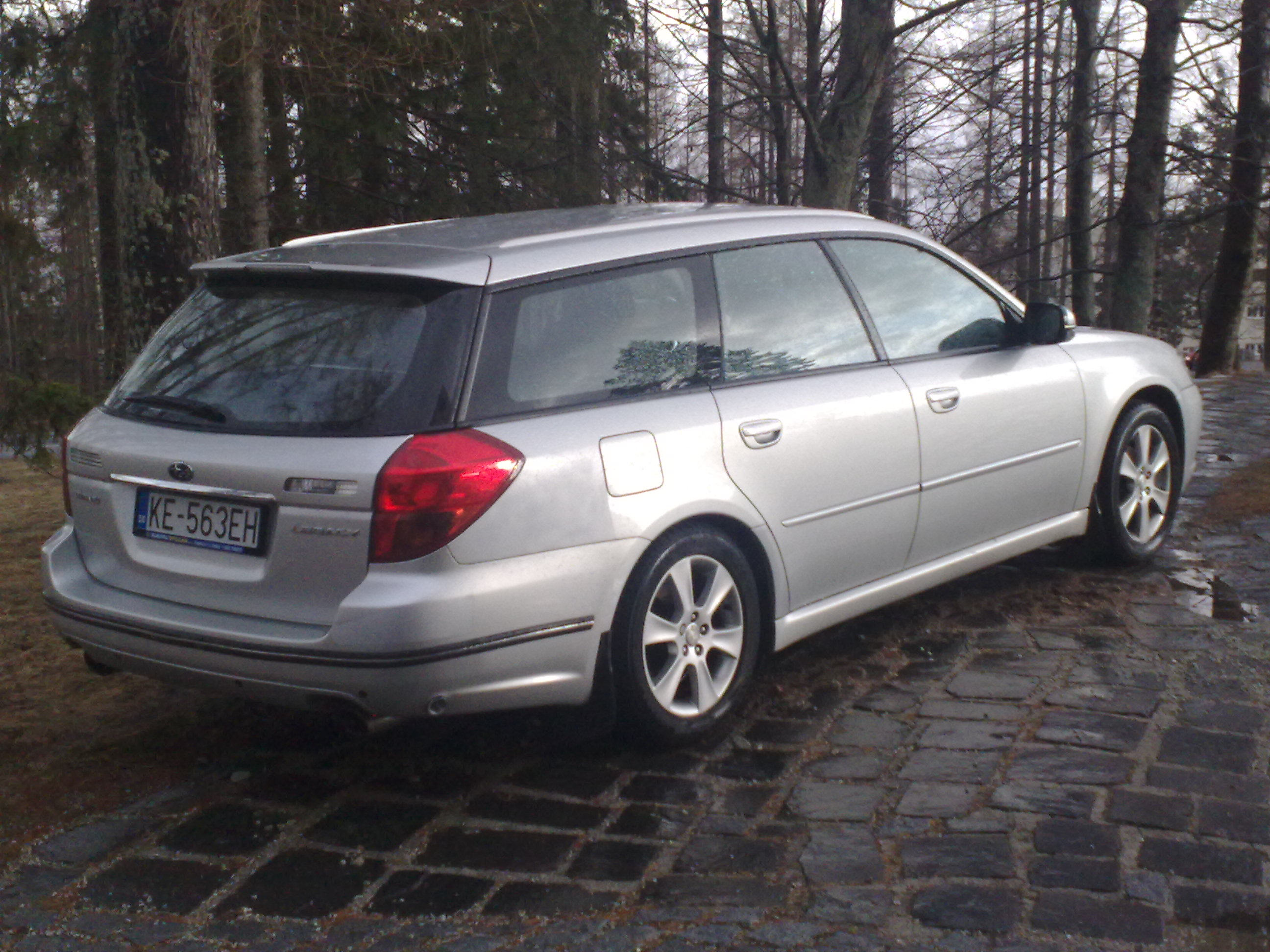
五門旅行車車尾
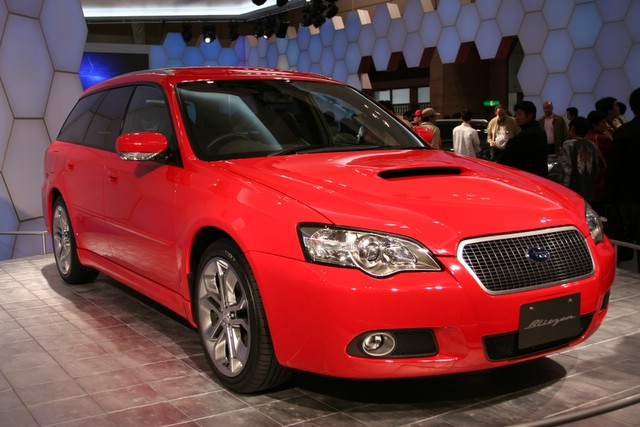
Blitzen特仕車

### 第五代BM/BR系（2009年-2014年）
2009年 - 5月20日四門轎車型B4、五門旅行車型及衍生車款Outback在日本同步發表，原廠找來美國著名演員勞勃·狄尼洛當產品代言人；短短3個星期訂單就超過4千張，比原廠預估目標多出兩倍。第五代Legacy的車身尺碼為前四代之最，所以後座乘坐空間和行李廂容量大幅提昇。動力心臟則有2.5L水平對臥四缸SOHC EJ253型和2.5L水平對臥四缸DOHC EJ255型渦輪增壓兩種設定，其中前者搭配Lineartronic CVT變速箱，具有六速手自排功能；至於後者則搭配六速手動排檔變速系統。同年10月17日臺灣總代理台灣意美汽車引進2.0L與2.5L兩種動力、四種車型；10月23日則獲得第30屆日本年度風雲車的「最佳價值」特別獎。
2010年 - 5月18日中、高端車型加裝改良版的EyeSight行車安全輔助系統，當車輛極為靠近前車或其他物體時，系統會向駕駛者發出警示音。萬一駕駛者沒有減速，以致進入系統所判定的撞擊區域內，EyeSight會自動介入煞車系統，降低車速以阻止碰撞或降低碰撞傷害。此外在車子巡航定速時，若遇到前車減速會自動減速以保持車距，或於必要時煞停車輛。此系統使得第五代Legacy在日本市場的銷售量大增四倍，原本設定月銷量660輛，卻一舉大增至2,681輛。
2012年 - 5月8日實施小改款，換上新的前後保桿及水箱護罩；內裝方面則升級座椅布料以及其他配備。在動力心臟方面，2.5L車型全面換裝新開發的FB25型引擎，部分車型更配合怠速熄火系統以提高燃油經濟效益。同時2.0L車型也換裝了新開發的FA20F型渦輪增壓引擎，以速霸陸BRZ的FA20型引擎加裝雙渦流渦輪增壓器，馬力更為提升。中國市場的小改款也在同年8月全面上市，修改了前後保桿和前後葉子板的造型，前後輪拱更加外擴，故整體車寬增加了40mm。內裝方面，音響系統做了升級，新增木紋飾板、3.5吋DVD螢幕和後座出風口。動力來源方面，也搭載了最新研發的2.5L DOHC FB25型水平對臥四缸引擎。
2013年 - 台灣意美汽車元月推出小改款，改換2.5L DOHC FB25型水平對臥四缸引擎，CVT無段變速箱模擬7速手動換檔，亦比舊款多出一檔。內裝方面，中控台飾板以色澤較深的金屬髮絲紋材質替代，方向盤造型也稍微變化，電子手煞車裝置移至中央排檔座後方。在日本市場，由STI操刀的「2.5i EyeSight tS」特仕車於3月12日上市販售，共限量300部。水箱護罩改採網狀格柵，並鑲上「tS」徽飾；新增前下巴和車身側裙，並換上鍍鉻排氣尾管，輪圈則搭配STI專屬18吋多輻式鋁圈。內裝部分以黑色為主要鋪陳，車椅皆有紅色縫線，並在方向盤、椅背、排檔頭等處附上STI字樣。雖然仍沿用2.5L FB25型引擎，但改換專屬的懸吊系統， 包括運動化螺旋彈簧、避震器、引擎室拉桿、運動化排氣系統等。

#### 安全性召回
2010年5月7日美國速霸陸公司宣布召回29,443輛2009年7月31日至12月1日之間製造的第五代Legacy，由於Lineartronic CVT變速箱的冷卻軟管材質出現異狀，可能出現裂縫甚至破裂，使得冷卻液外漏導致引擎無法運作。同年6月24日也宣布由於方向機柱內的電線覆皮可能因受壓而破裂，導致車內電子裝置無法使用，必須召回2009年2月16日至2010年4月12日間製造的73,698輛車。
2012年2月台灣意美汽車也宣布召回2011年至2012年製造的Legacy和Outback，以進行煞車總泵的更換檢修。由於在低溫環境下輕踩煞車時，煞車總泵內的皮碗內部移動阻力增加，導致皮碗翻轉，因而增長煞車踏板的作用行程；此番需召回的車輛共計221輛。

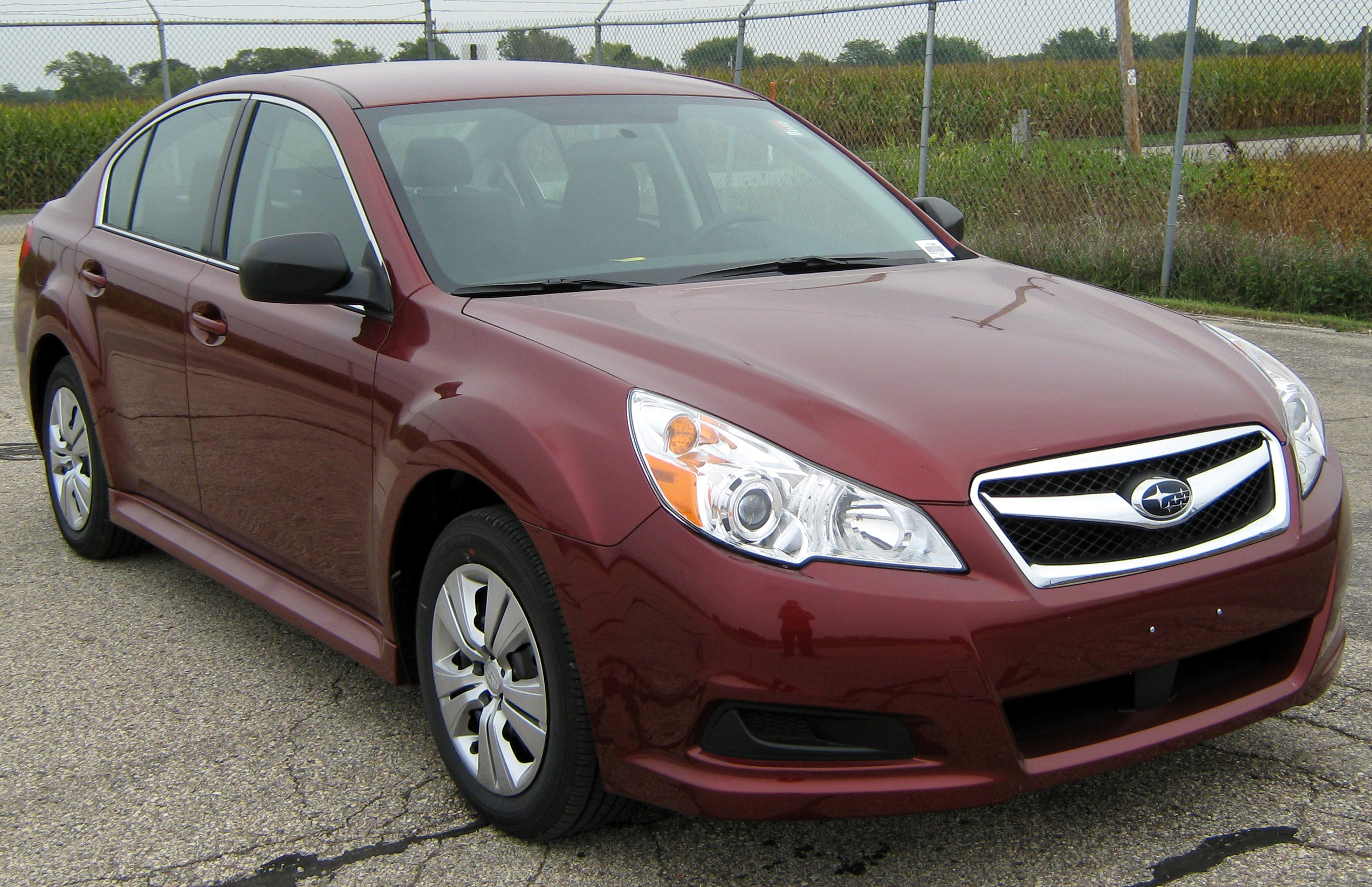
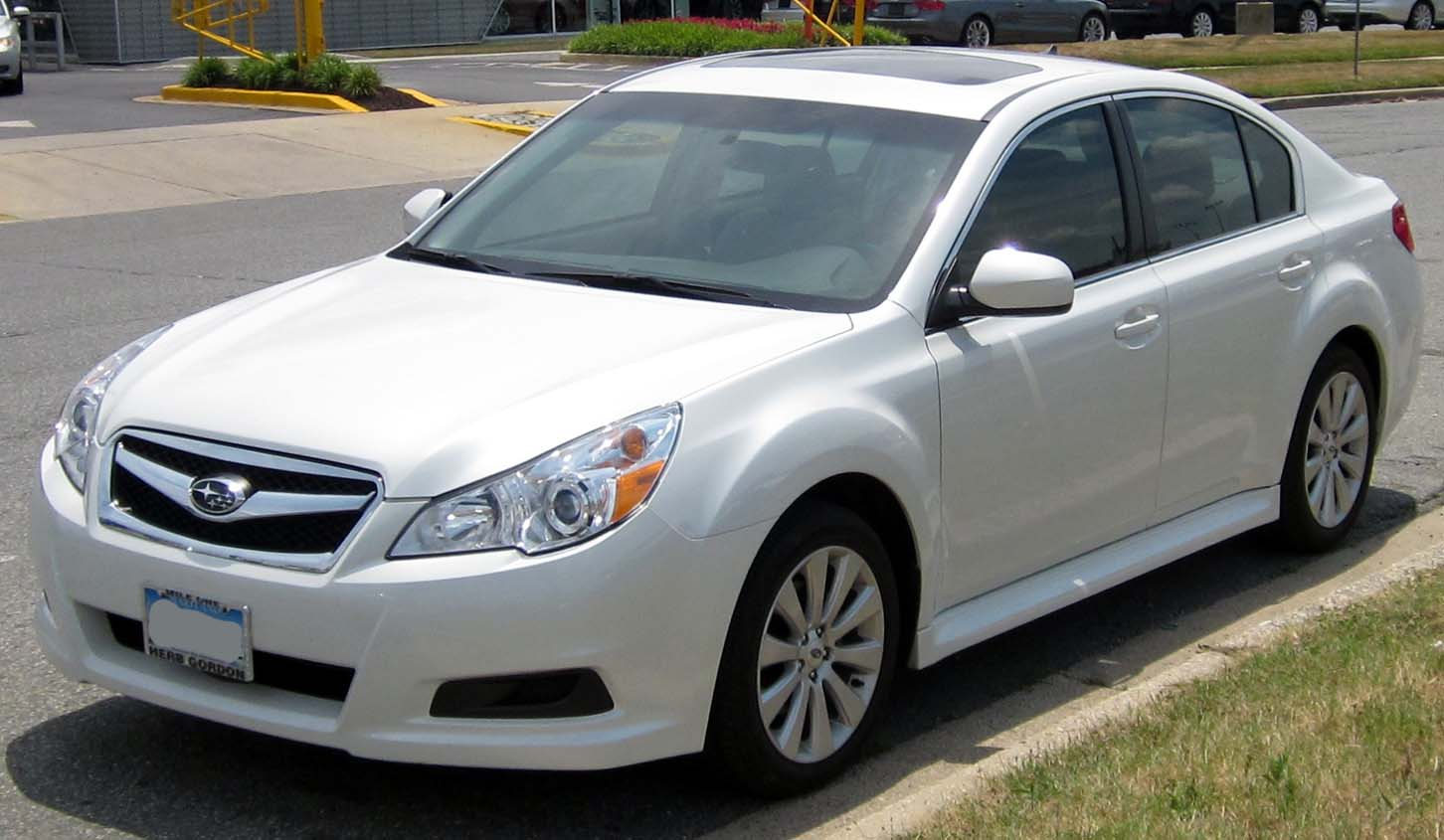
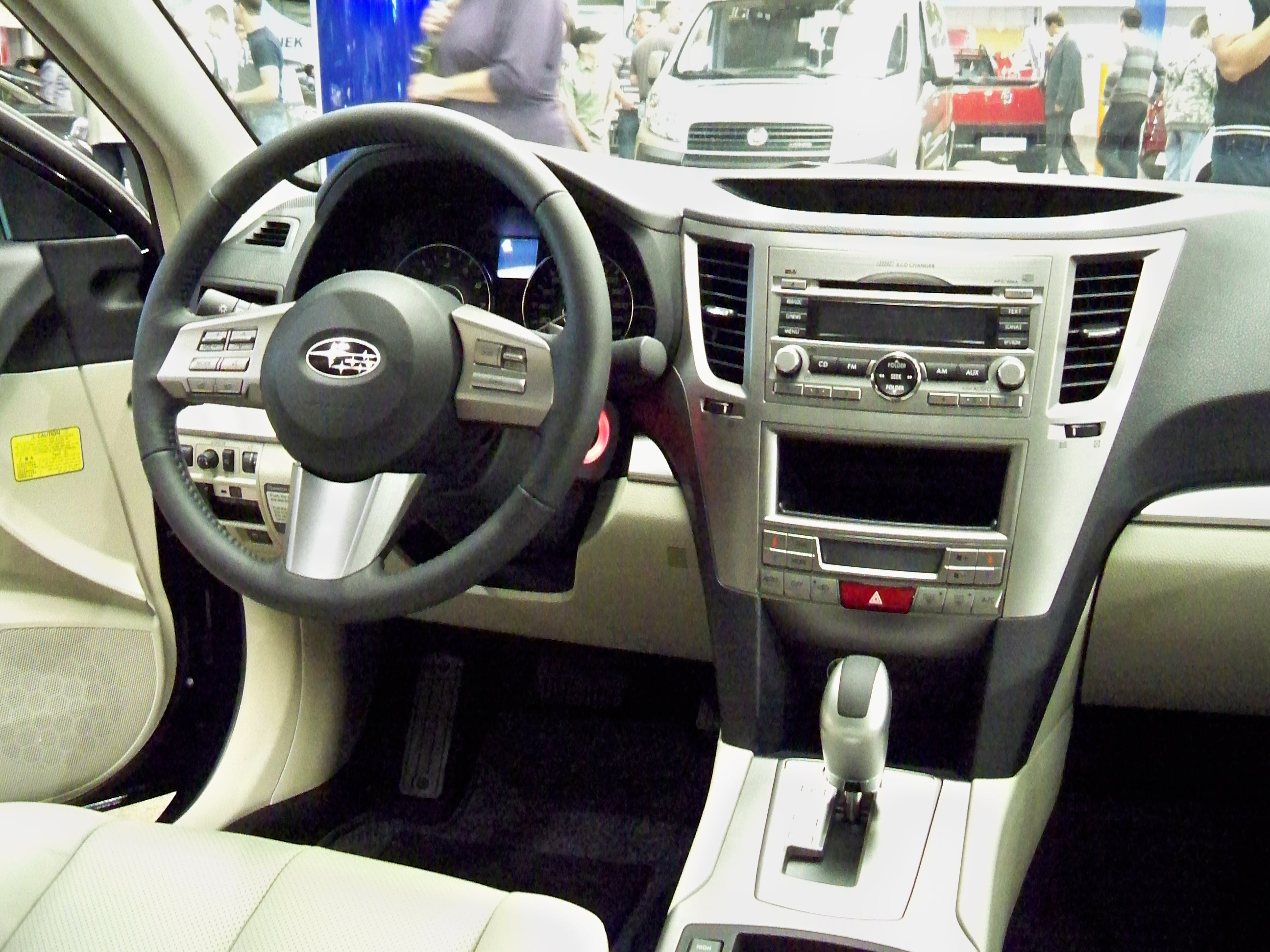
B4四門轎車內裝
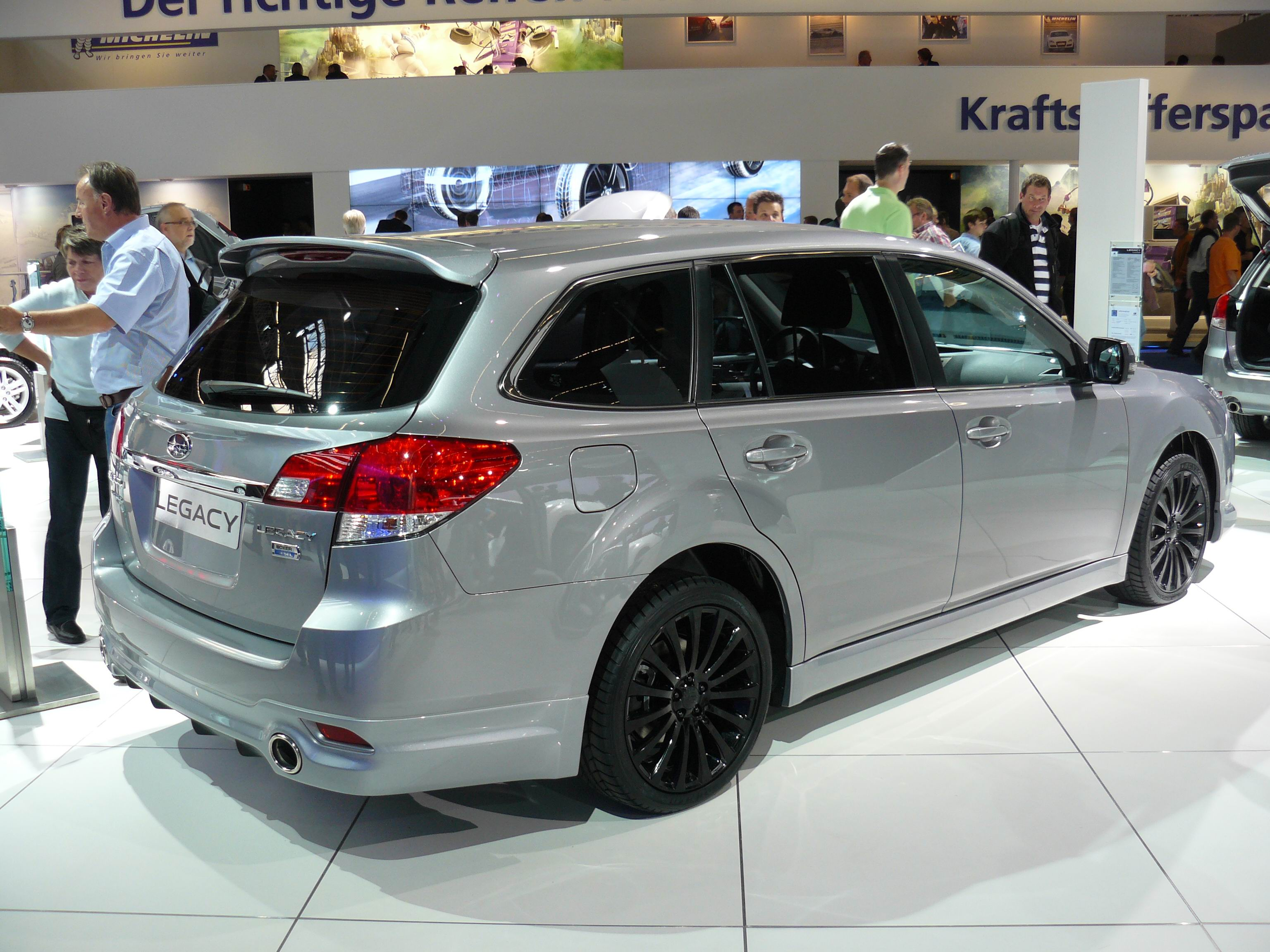
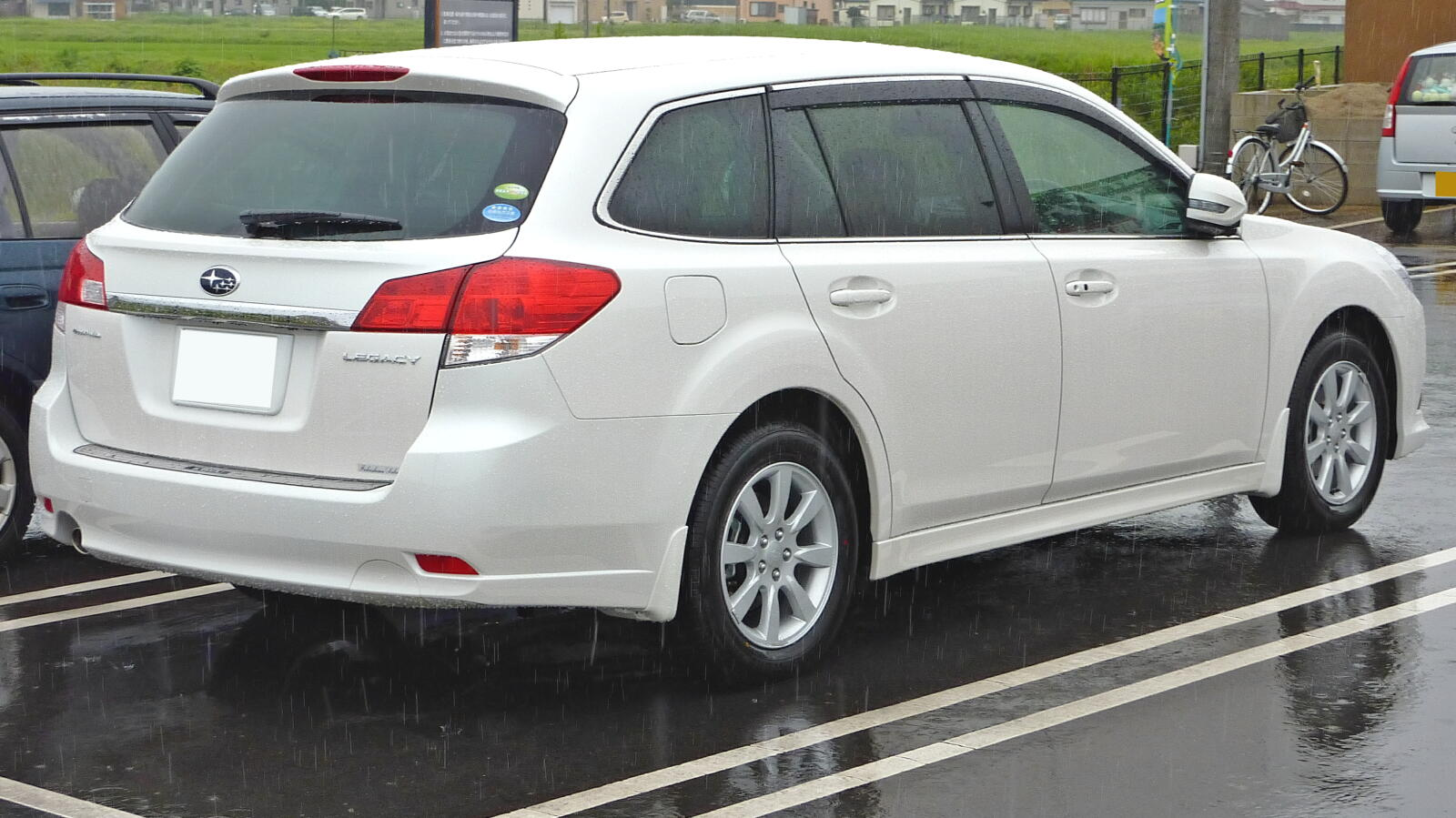

### 第六代BN/BS系（2014年-2020年）
2014年 - 2月舉辦的芝加哥車展上，原廠公開大改款的第六代Legacy。車身尺寸與前一代相去不遠，軸距則沒有變動，車頭換上家族化的六角形水箱護罩（附自動起閉功能〔Active Grille Shutter〕以降低風阻）及頭燈設計。由於2014年上市的速霸陸Levorg，自此代起取消五門旅行車車型，保留四門轎車車型。在動力來源部分，日規版提供2.5L水平對臥四缸DOHC FB25型引擎，美規版則多了3.6L水平對臥六缸DOHC EZ36型引擎之選擇。二種動力皆換上鋁合金引擎蓋，以減輕前軸的重量，並且搭配Symmetrical All-Wheel Drive四輪驅動系統及Lineartronic CVT無段式變速系統。第六代Legacy具有主動式扭力引導系統（Active Torque Vectoring），可提升對彎道的操控性。安全配備方面除了第三代EyeSight行車安全輔助系統，另包含盲點偵測系統（Blind Spot Detection）、車道輔助系統（Lane Change Assist）、車後交通警示系統（Rear Cross Traffic Alert）等，以及在轉彎時能亮起的轉向感應霧燈（Steering-Responsive Foglights）。
同年10月24日，日規版正式發售。動力僅配置2.5L水平對臥四缸DOHC FB25型引擎，分成「B4」和「B4 Limited」兩種車型，外觀設計稍有出入。
2015年 - 3月25日台灣意美汽車正式引進第六代Legacy，動力心臟為2.5L水平對臥四缸DOHC FB25型引擎，標準配備具有真皮多功能方向盤、換檔撥片、雙區恆溫空調、雙前座電動座椅、7吋多點觸控多媒體影音整合系統等，可惜的是並沒有EyeSight行車安全輔助系統。在主被動安全方面，大改款的Outback車系皆擁有雙模式SI-DRIVE駕駛輔助系統、BAS煞車力道輔助系統、上坡起步輔助系統、ABS防鎖死煞車系統、TCS循跡防滑控制系統、VDC車身動態穩定控制系統、ATV主動扭力引導系統、7具安全氣囊等設定。
2016年 - 9月8日原廠宣佈10月3日開賣部份改良之車型，改良主要著重在EyeSight行車安全輔助系統，新增連續車道保持功能，且將車道保持功能的作動車速由65km/h以上改成60km/h以上，搭配可於0-100km/h全速域自動跟車（含靜止起步加速功能）的主動式巡航系統，等同具備單一車道自動駕駛的功能，可大幅減輕長途駕駛的負擔。此外，方向盤加熱功能亦列入標配。另推出限量300台的「Legacy B4 SporVita」特仕車，與義大利皮革廠Mario Levi合作，在座椅、車門內飾板、方向盤、排檔桿、前座中央扶手等處以棕褐色皮革與菱格紋縫線重新包覆。外觀則是換上全鍍鉻水箱護罩、鍍鉻前霧燈框及鋼琴黑底座、車尾鍍鉻飾條、車側鍍鉻後視鏡外殼等，以及四個採黑色高光澤塗裝的18吋10輻式鋁圈。
2017年 - 9月4日原廠發表小改款，10月5日上市。EyeSight行車安全輔助系統新增倒車自動煞車功能，且全速域自動跟車的速域由0-100km/h提高至0-120km/h。重新設計的六角形細鍍鉻水箱罩、燻黑頭燈（具有自動遠近光燈功能）等，內裝中控台改用黑色鋼琴烤漆飾版輔以銀色框架，HVAC電腦恆溫空調系統面板、支援蘋果CarPlay及Android Auto的6.5吋車載系統或8吋車載附衛星導航系統，且中控台下方新增一對USB充電座。動力方面維持2.5L水平對臥四缸DOHC FB25型引擎，但透過輕量化及減少摩擦係數等工程，原廠聲稱更為安靜、加速更順暢。

#### 得獎記錄
2015年9月第六代Legacy和第五代Outback雙雙獲得優良設計獎等獎項。

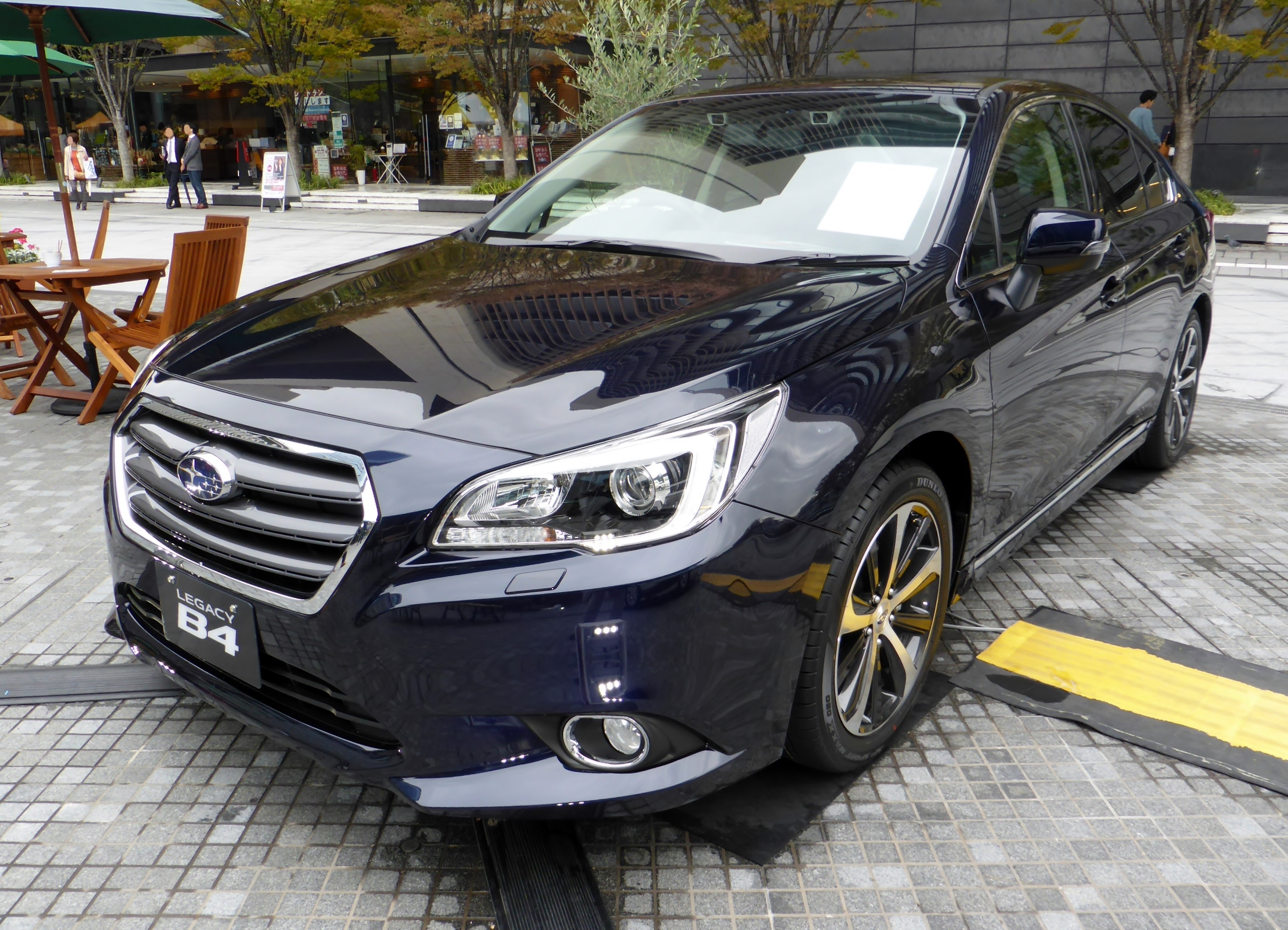
日規版B4 Limited車頭
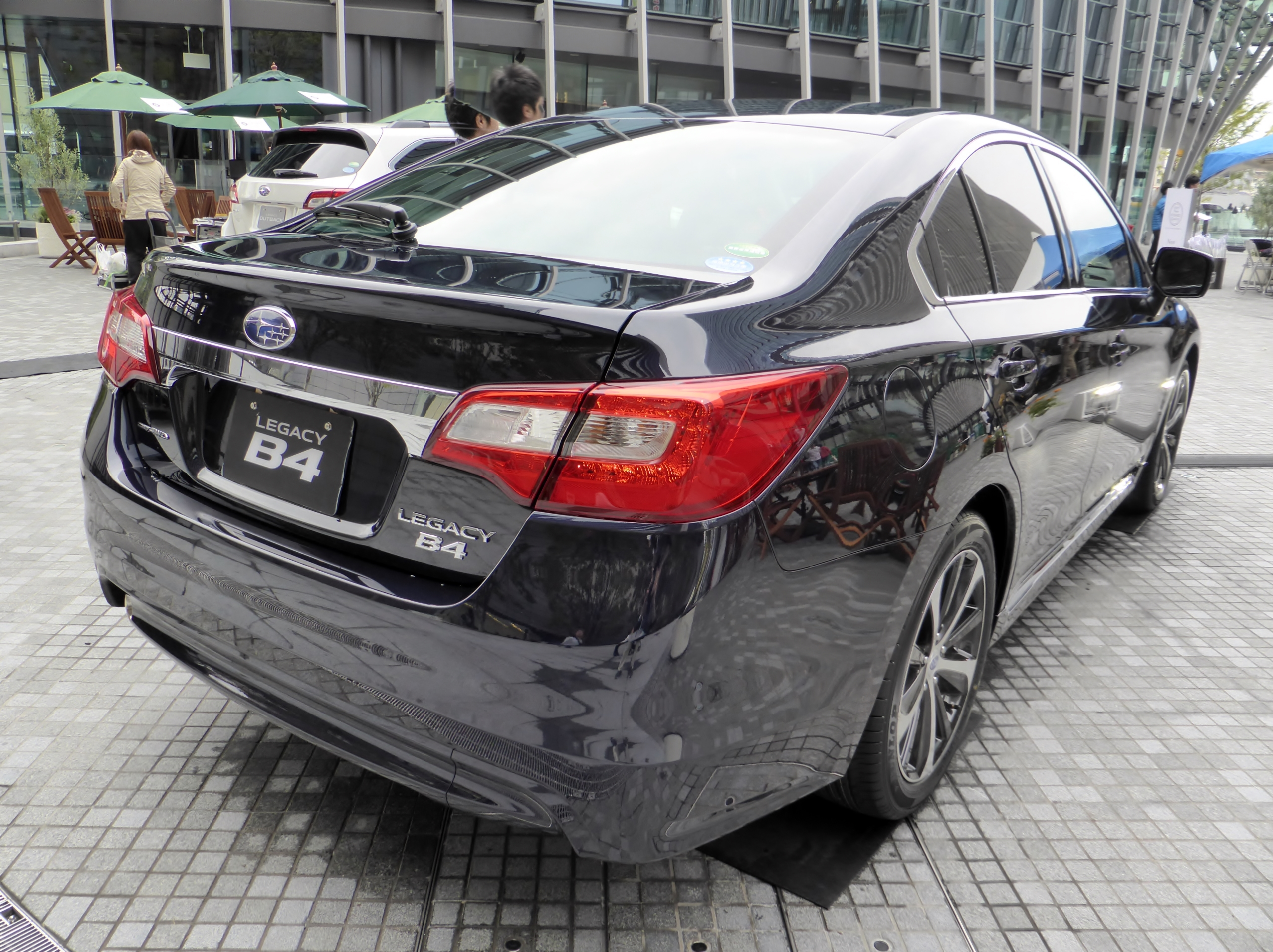
日規版B4 Limited車尾
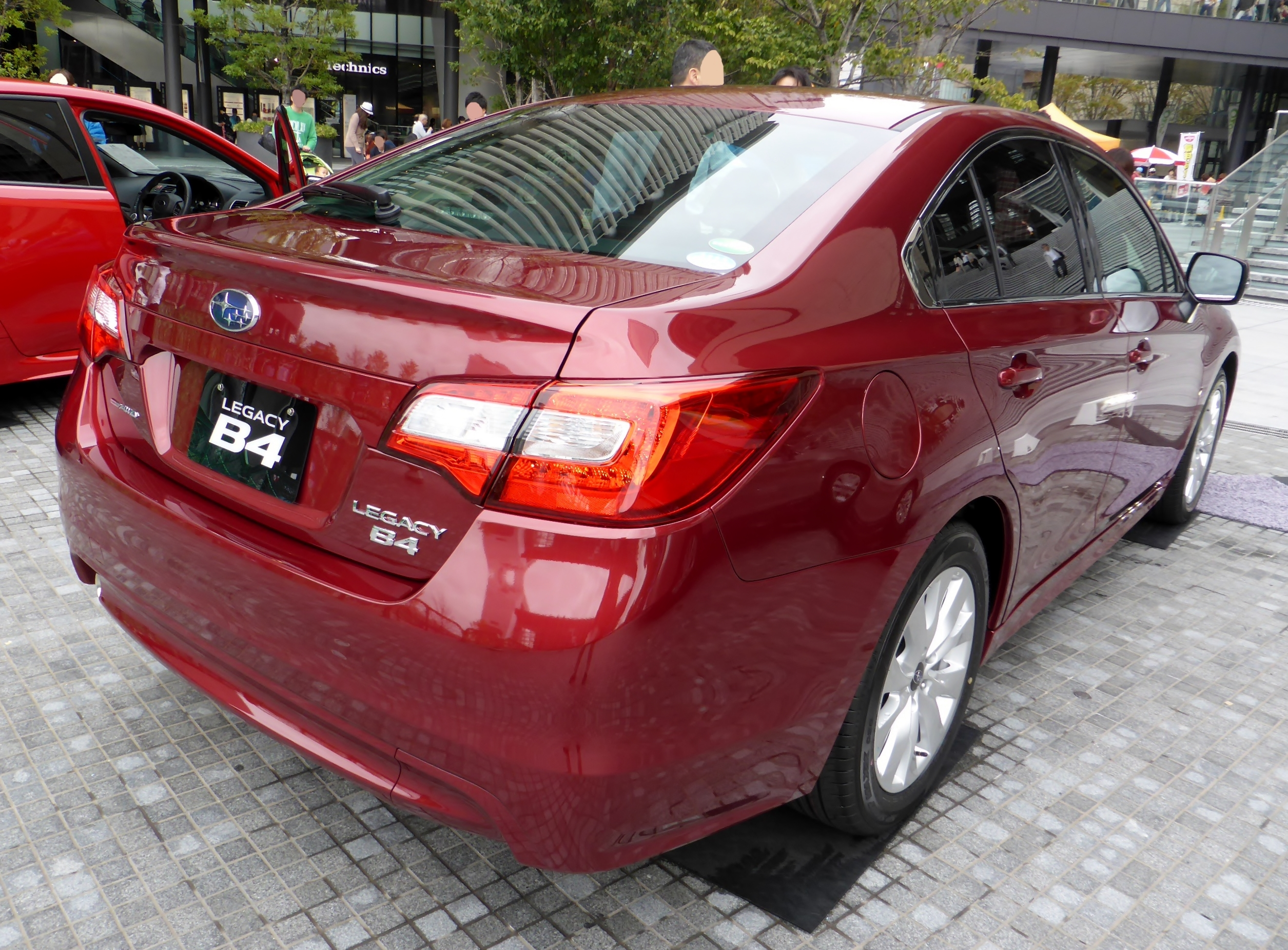
日規版B4車尾
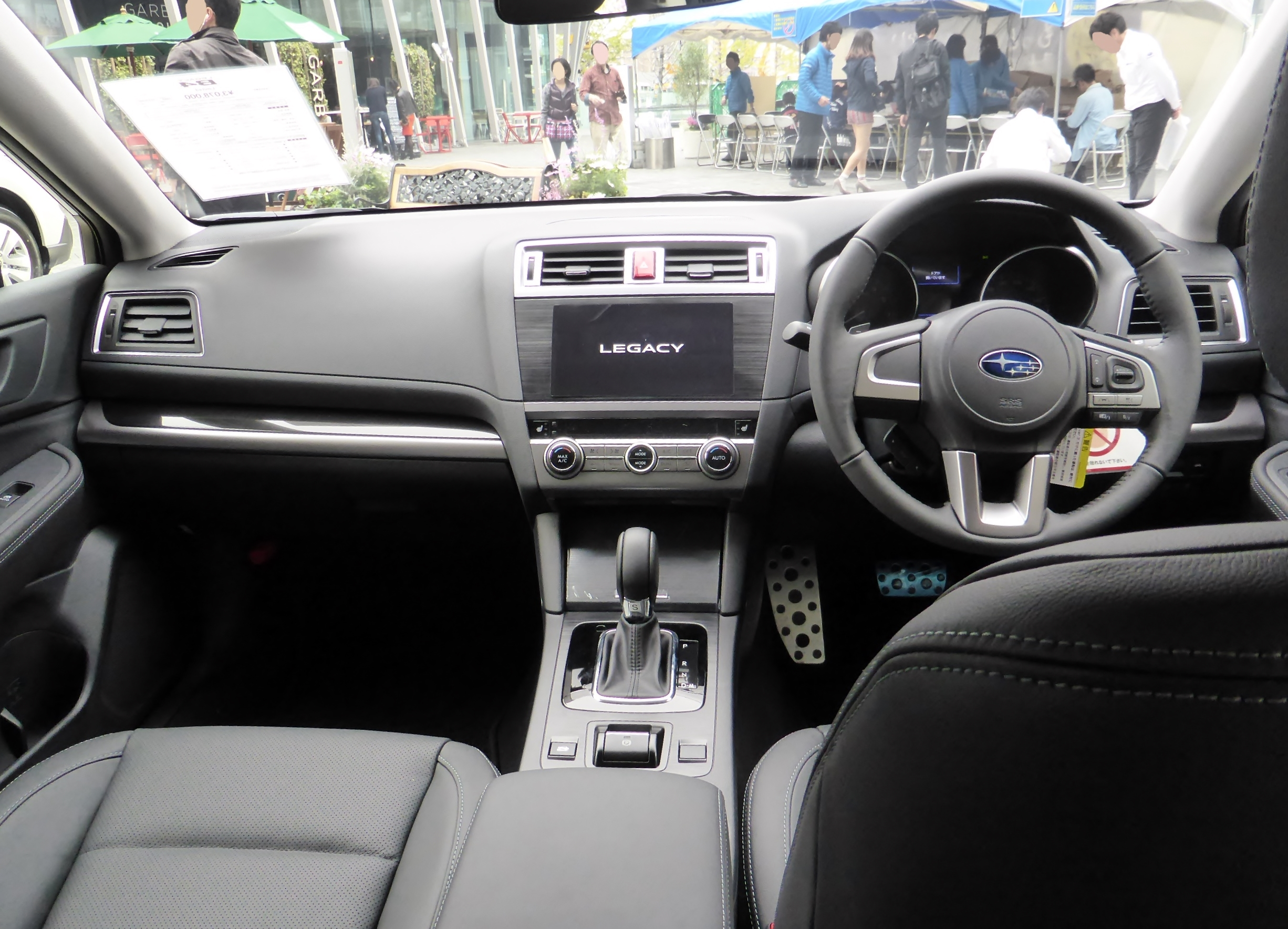
日規版B4 Limited內裝
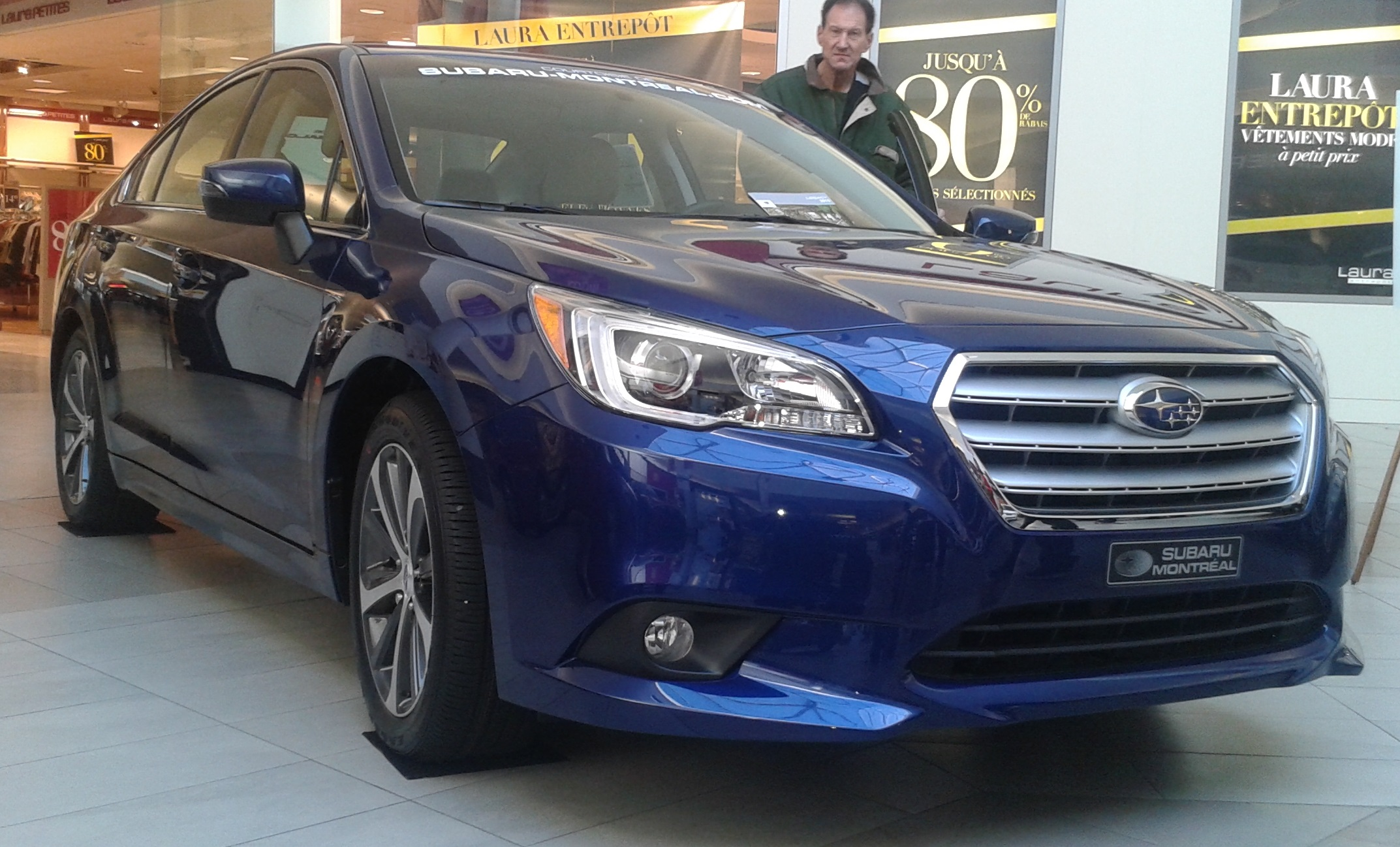
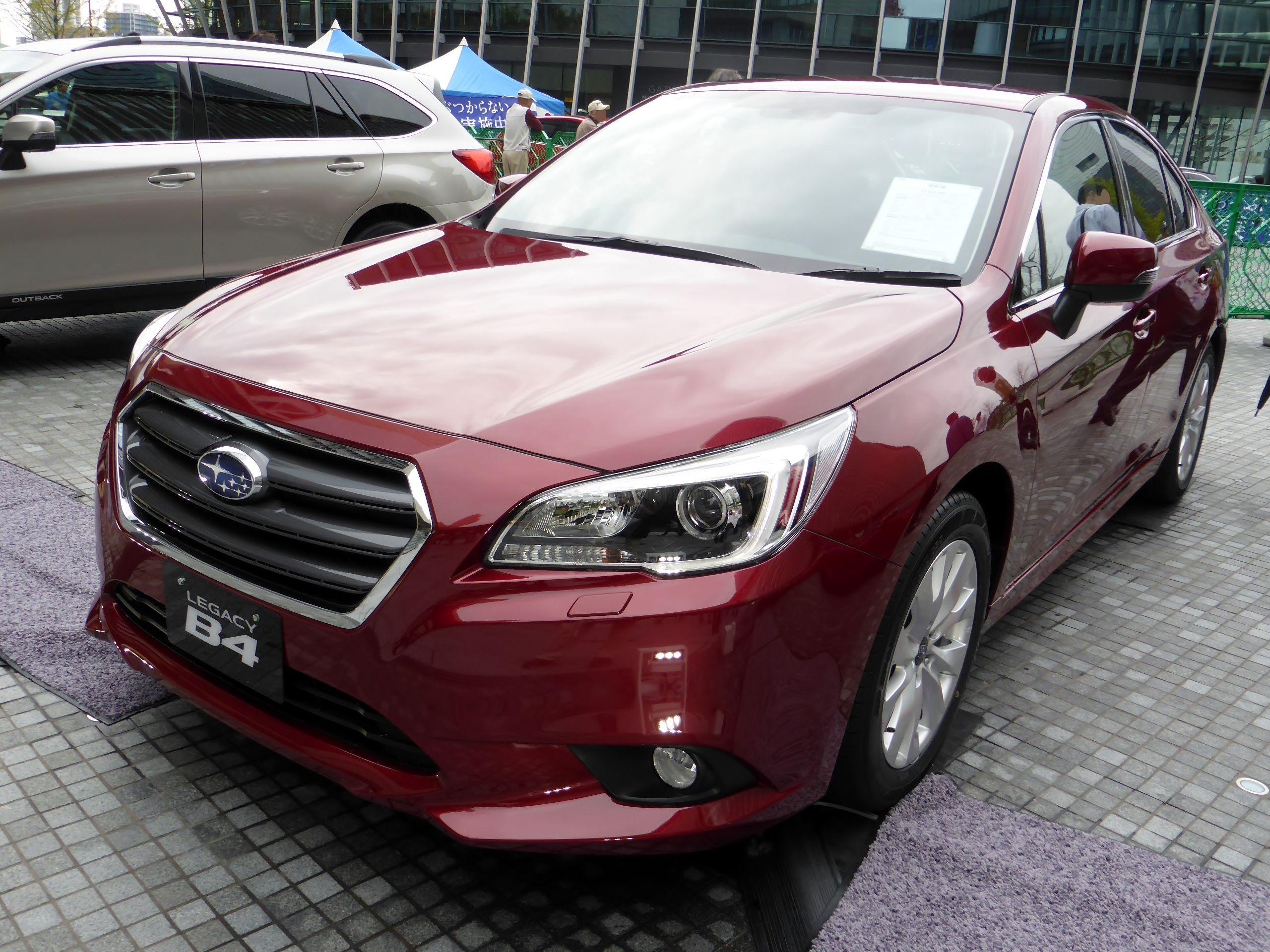
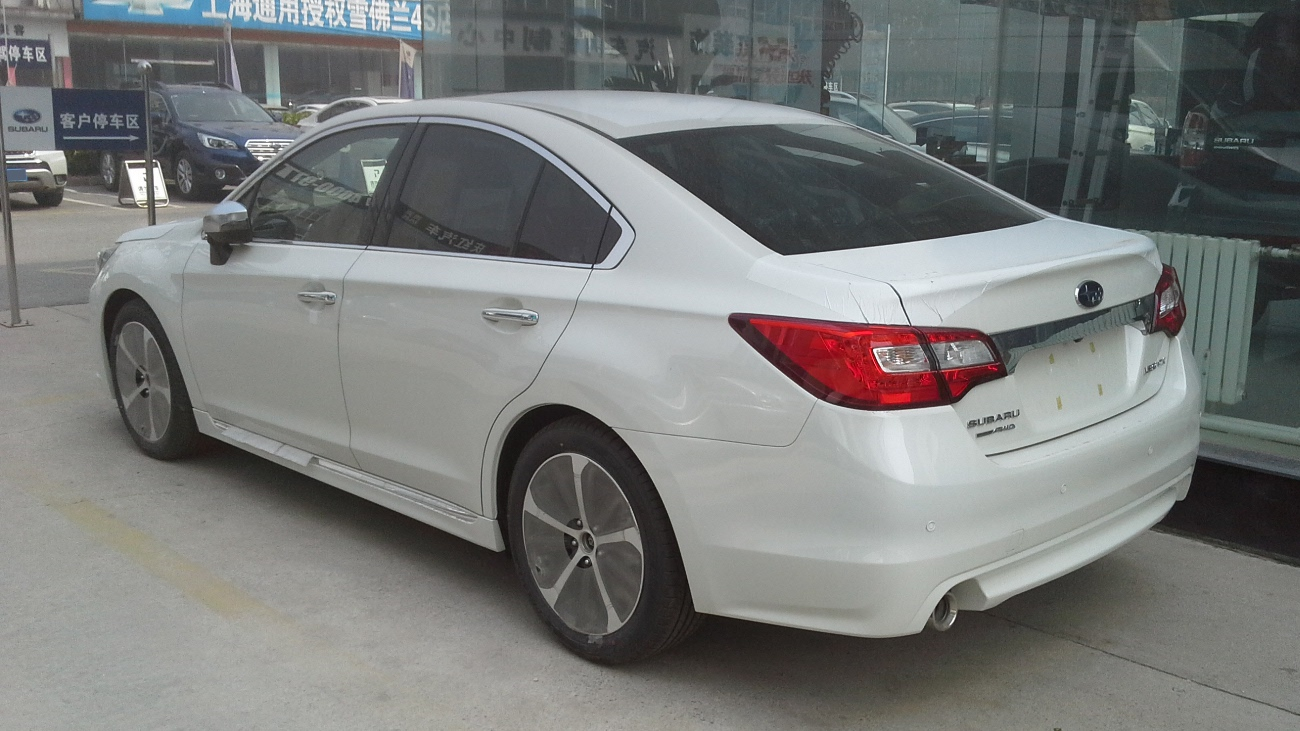
攝於中國
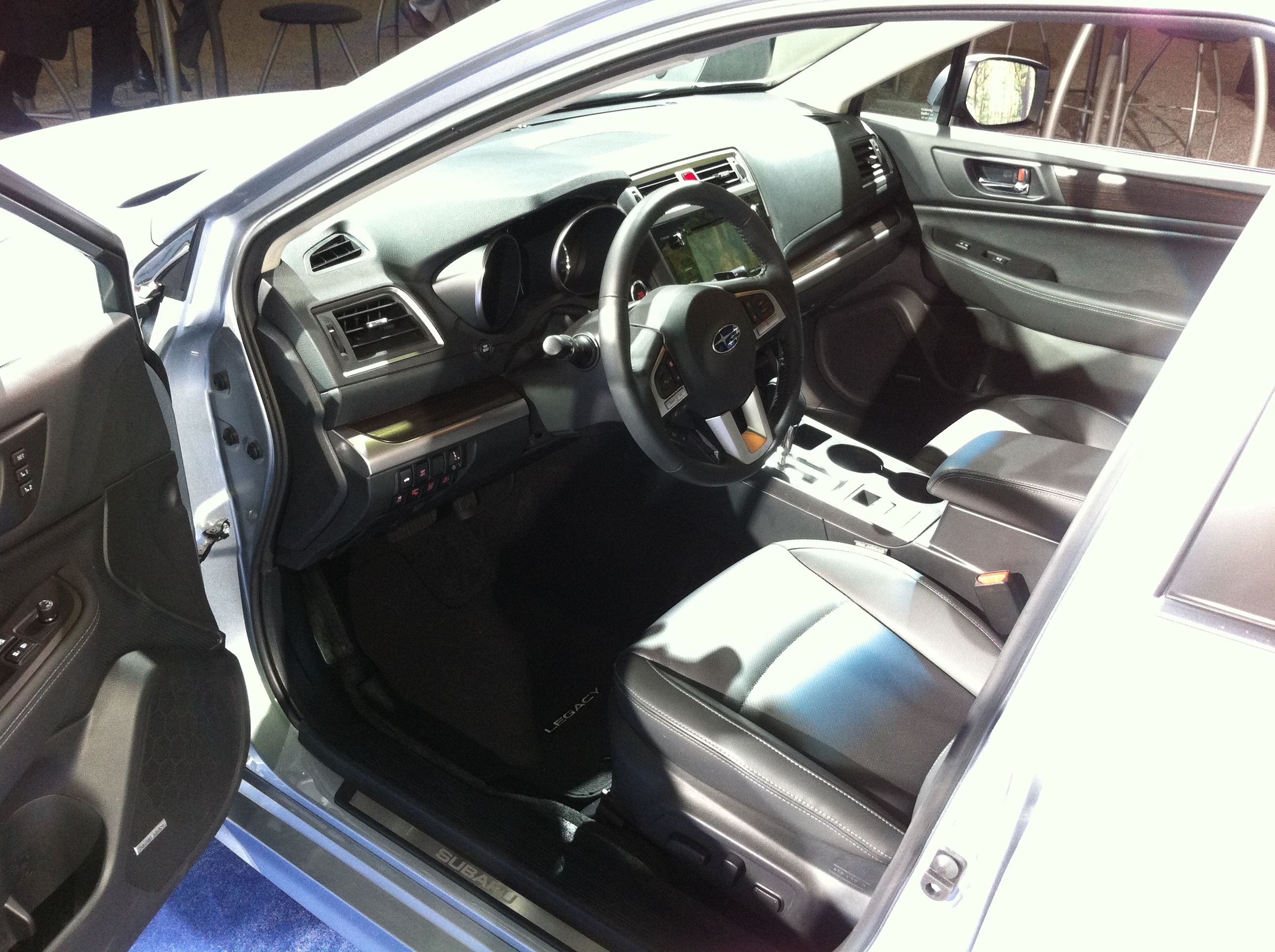
美規版內裝